# Chrono Trigger
Vous lisez un « article de qualité » labellisé en 2018.
Chrono Trigger (クロノ・トリガー) est un jeu vidéo de rôle, développé et édité par Square sur Super Nintendo le 11 mars 1995 au Japon et le 11 août 1995 en Amérique du Nord. Le jeu affiché en deux dimensions, se déroule au tour par tour dans une carte du monde en vue de dessus. Le scénario, qui s'inscrit dans une uchronie, relate les exploits d'un groupe de jeunes aventuriers transportés accidentellement dans le temps, qui découvrent que le monde court à sa destruction et cherchent les moyens de le sauver.
Le jeu est développé par une équipe composée de Yūji Horii, créateur de la série Dragon Quest, Hironobu Sakaguchi, celui de Final Fantasy, et Akira Toriyama, créateur de Dragon Ball. Yasunori Mitsuda compose la bande-son et est remplacé sur la fin du processus par Nobuo Uematsu, le compositeur de Final Fantasy, qui l'achève. Le jeu intègre plusieurs innovations, telles que son système de combat, abandonnant les rencontres aléatoires. Les combats se déroulent dans l'aire de jeu plutôt que dans une fenêtre de combat dédiée et l'usage du système Active Time Battle rajoute également du dynamisme au système au tour par tour. En outre, le joueur peut combiner les magies des personnages, et les attaques peuvent être choisies en fonction de leur effet dans l'espace et du placement des personnages. Enfin, le jeu propose un panel de plus d'une dizaine de fins différentes.
Chrono Trigger est un succès critique et commercial. Au moment de sa sortie, il est vu comme un chef-d'œuvre, atypique et innovant, rapidement considéré comme révolutionnaire. La plupart des observateurs et les fans le jugent comme un jeu culte, étant l'un des meilleurs jeux vidéo de rôle et l'un des meilleurs jeux de tous les temps. Il est réédité plusieurs fois, notamment en 1999, puis 2001. En novembre 2008, il est adapté sur Nintendo DS au Japon puis en Amérique du Nord, avant de sortir en février 2009 en Europe, traduit notamment en français. À partir de 2011, il est réédité sur plusieurs plates-formes mobiles, sur console et sur PC. Le succès de Chrono Trigger permet la création d'une suite, Chrono Cross, éditée en 1999.

## Trame

### Univers
Chrono Trigger se déroule sur une planète ressemblant à la Terre et appelée ainsi, sur laquelle le joueur peut naviguer entre six époques. Les conséquences des changements temporels y sont exploitées, créant autant de cartes et de réalités différentes,,. L'univers de Chrono Trigger est composé de paysages médiévaux classiques de l'univers fantasy, en passant de paysages préhistoriques désertiques à des ambiances futuristes comportant des dômes. Les cartes sont composées de continents et d'îles, parsemées de villes, d'édifices, de forêts, de montagnes et de prairies, arides, enneigées ou verdoyantes,. Concernant la superficie, les cartes restent peu étendues. Les changements constants des évènements dans le temps, provoquent des variations régulières des lieux, des personnages peuplant les villes ou de ceux qui dominent certaines régions. Certains visuels ressemblent fortement à ceux du manga Dragon Ball, notamment des personnages et ennemis, les dômes ou capsules du futur.

Chrono Trigger se déroule sur une planète appelée Terre et ressemblant à celle-ci.

Le jeu débute en l'an 1000, dans le royaume de Gardia qui fête, cette année-là, son millénaire,,. C'est une période agréable, légèrement teintée d'un aspect médiéval.
La planète est détruite en l'an 1999, lors du jour de Lavos, quand ce personnage sort de terre et provoque une pluie de lave détruisant la surface de la planète et sa civilisation. Cet évènement est central et connecté à toutes les autres périodes temporelles.
Le futur est une période située en l'an 2300, où la planète est dévastée par les éruptions volcaniques provoquées par Lavos. Cette réalité post-apocalyptique dans laquelle figurent de nombreux dômes futuristes, compte quelques survivants humains qui mènent une existence un peu lugubre.
Le Moyen Âge du Royaume de Gardia, en l'an 600, est la période qui met en scène certains ancêtres de Marle.
L'Antiquité se situe en l'an −12 000. C'est une période sombre de l'histoire où le royaume magique de Zeal domine la planète. Les dirigeants sont si puissants qu'ils pensent être capables d'exploiter Lavos.
À l'époque de la préhistoire, en l'an −65 000 000, des reptiliens anthropomorphiques dominent le monde, dans lequel vivent aussi des hommes des cavernes, mais Lavos n'est pas encore apparu. C'est à cette période qu'il s'enterre au centre de la planète puis commence à consumer son hôte au long des millénaires.
La fin des temps n'est qu'un sas temporel, accessible depuis toutes les temporalités. Dans cette zone, les éléments du groupe de Chrono peuvent restaurer leurs points de vie, apprendre des sorts de magie. Dans la fin des temps, figurent deux personnages, Specchio, maître de la guerre, qui apprend des sortilèges de magie aux personnages et qui permet de les entrainer, ainsi qu'un vieil homme endormi nommé Hasch, qui donne des indications au cours du jeu. La machine à voyager dans le temps Ibis est accessible dans la fin des temps dès que le joueur l'obtient dans le jeu.

### Personnages
Chrono Trigger propose sept personnages jouables. Chrono, Marle et Lucca vivent dans le présent, tandis que les autres personnages proviennent de différentes époques historiques du monde du jeu.

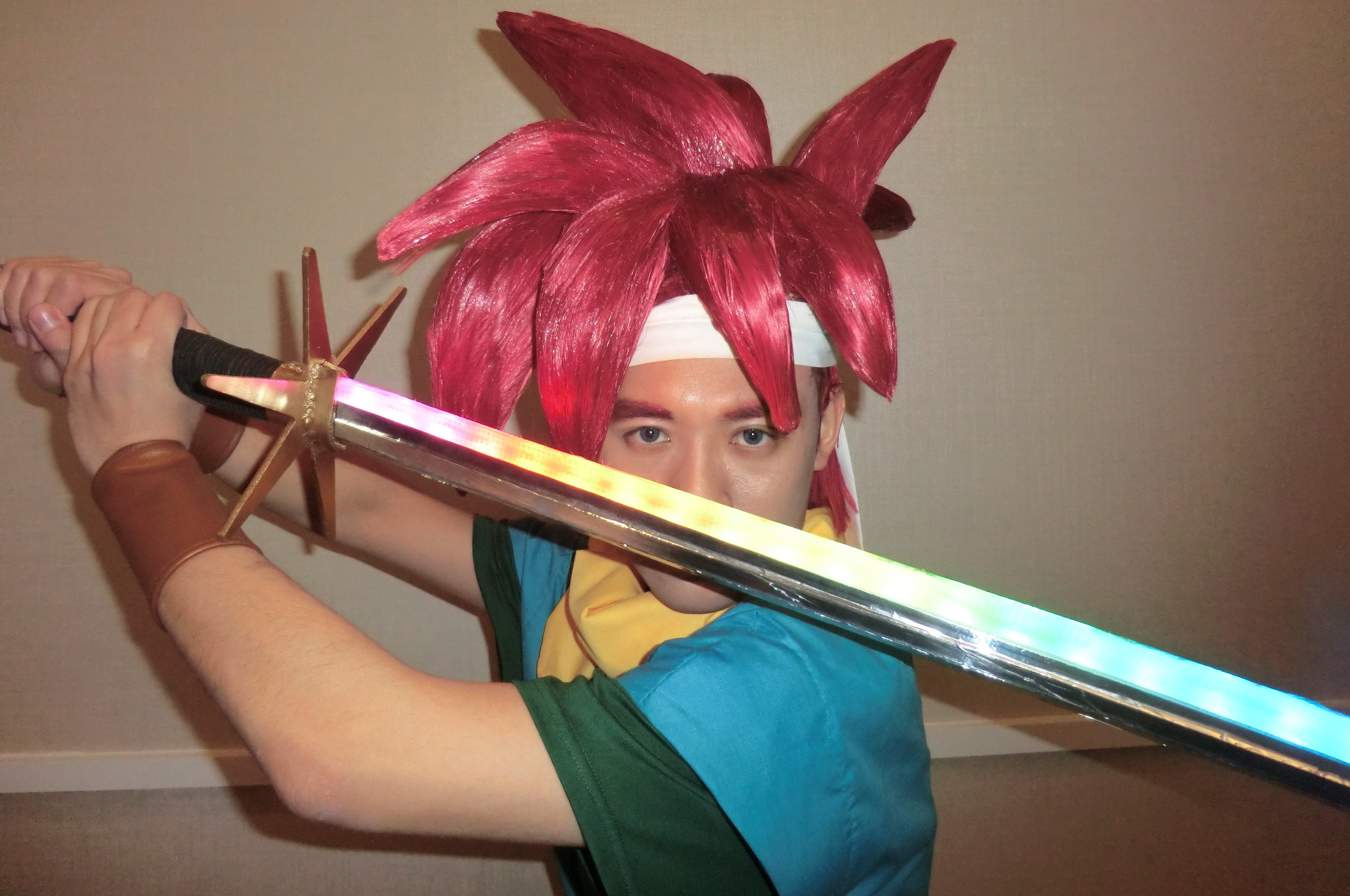
Cosplay de Chrono.

Chrono est un jeune homme à l'aspect ordinaire, mais est un héros muet en réalité courageux, habile dans l'art de manier le katana, lui donnant un style japonisant,. Il vit dans la ville de Truce dans le paisible royaume de Gardia, chez sa mère nommée Gina. Ses cheveux sont identiques à ceux de Son Goku dans Dragon Ball,. Il est prêt à sacrifier sa vie pour venir à bout de Lavos.
Marle est en réalité Marledia, la princesse du royaume de Gardia. Toujours armée d'une arbalète, elle est très agile. C'est une personne affable qui devient rapidement amie avec Chrono.
Lucca est la plus ancienne amie de Chrono habitant de l'autre côté de Truce, au présent (an 1000). C'est elle qui crée la machine à voyager dans le temps,. Elle porte des lunettes, a un aspect cyberpunk et est armée d'un pistolet artisanal. C'est un génie de la mécanique qui, étant plus à l'aise avec les machines que les gens, a peu d'amis hors Chrono,. Elle est passionnée par les sciences depuis qu'un accident a rendu sa mère handicapée motrice quelques années plus tôt. Sa maison comprend de nombreux équipements de laboratoire et beaucoup de machines.
Gren, originaire de l'an 600, est un jeune garçon appelé Glenn, transformé en grenouille anthropomorphique par le sorcier Magus. Il est chevaleresque et le seul à pouvoir manier l'épée légendaire GranLéon. Depuis la mort de son ami Cyrus lors de son combat contre Magus, et depuis sa propre transformation, Gren, en proie à une grande mélancolie, voue sa vie à protéger la reine de Gardia.
RoBo est un androïde doté de raison, originaire de l'an 2300 à la personnalité avisée et curieuse, créé pour assister les êtres humains. Tout d'abord inopérant, il rejoint le groupe après être réparé puis reprogrammé par Lucca.
Originaire de l'an −65 000 000, Ayla est une femme brusque, à l'assurance et à la force inégalées et qui s'exprime dans un dialecte limité. Elle est la chef du village Ioka en conflit avec les Sauriens, des dinosaures humanoïdes luttant pour la survie de leur espèce,.
Magus, qui maîtrise les quatre types de magie, est le chef des Mystiques, une race de créatures intelligentes et ayant déclaré la guerre à l'humanité durant le Moyen Âge. Né pendant l'Antiquité sous l'identité de Janus, le prince de l'antique royaume de Zeal, Magus, alors enfant, a été propulsé au Moyen Âge lorsque Lavos a détruit son royaume en l'an −12 000,. Il est préoccupé du sort de Sarah, sa sœur disparue, et cherche à se venger en éliminant Lavos. Il affronte d'abord le groupe puis le rejoint pour combattre Lavos. C'est le seul personnage que le joueur peut choisir de ne pas recruter.
Lavos est une entité démoniaque dominant l'existence même de l'univers. C'est un être extraterrestre qui est tombé du ciel dans un passé lointain et s'est enfoui profondément dans la terre. Il est resté caché, aspirant progressivement l'énergie de la planète, jusqu'au Jour de Lavos en 1999, quand il est sorti de la terre et a détruit la civilisation.
| −65 000 000 Préhistoire                                         | −12 000 Antiquité                                    | 600 Moyen Âge                                              | 1000 Présent                               | 1999 Cataclysme (Jour de Lavos)                                | 2300 Futur                       |
| --------------------------------------------------------------- | ---------------------------------------------------- | ---------------------------------------------------------- | ------------------------------------------ | -------------------------------------------------------------- | -------------------------------- |
| Ayla Chef du village Ioka, rejoint le groupe pour arrêter Lavos | Magus (Janus) Sorcier puissant, luttant contre Lavos | Gren (Glenn) Grenouille anthropomorphique, ennemi de Magus | Chrono Jeune garçon, héros                 | Lavos, entité démoniaque extra-terrestre, y détruit la planète | RoBo Robot reprogrammé par Lucca |
| Ayla Chef du village Ioka, rejoint le groupe pour arrêter Lavos | Magus (Janus) Sorcier puissant, luttant contre Lavos | Gren (Glenn) Grenouille anthropomorphique, ennemi de Magus | Marle Fille du roi                         | Lavos, entité démoniaque extra-terrestre, y détruit la planète | RoBo Robot reprogrammé par Lucca |
| Ayla Chef du village Ioka, rejoint le groupe pour arrêter Lavos | Magus (Janus) Sorcier puissant, luttant contre Lavos | Gren (Glenn) Grenouille anthropomorphique, ennemi de Magus | Lucca Inventrice, meilleure amie de Chrono | Lavos, entité démoniaque extra-terrestre, y détruit la planète | RoBo Robot reprogrammé par Lucca |

### Contexte et scénario

#### La fête du millénaire, Marledia et le procès

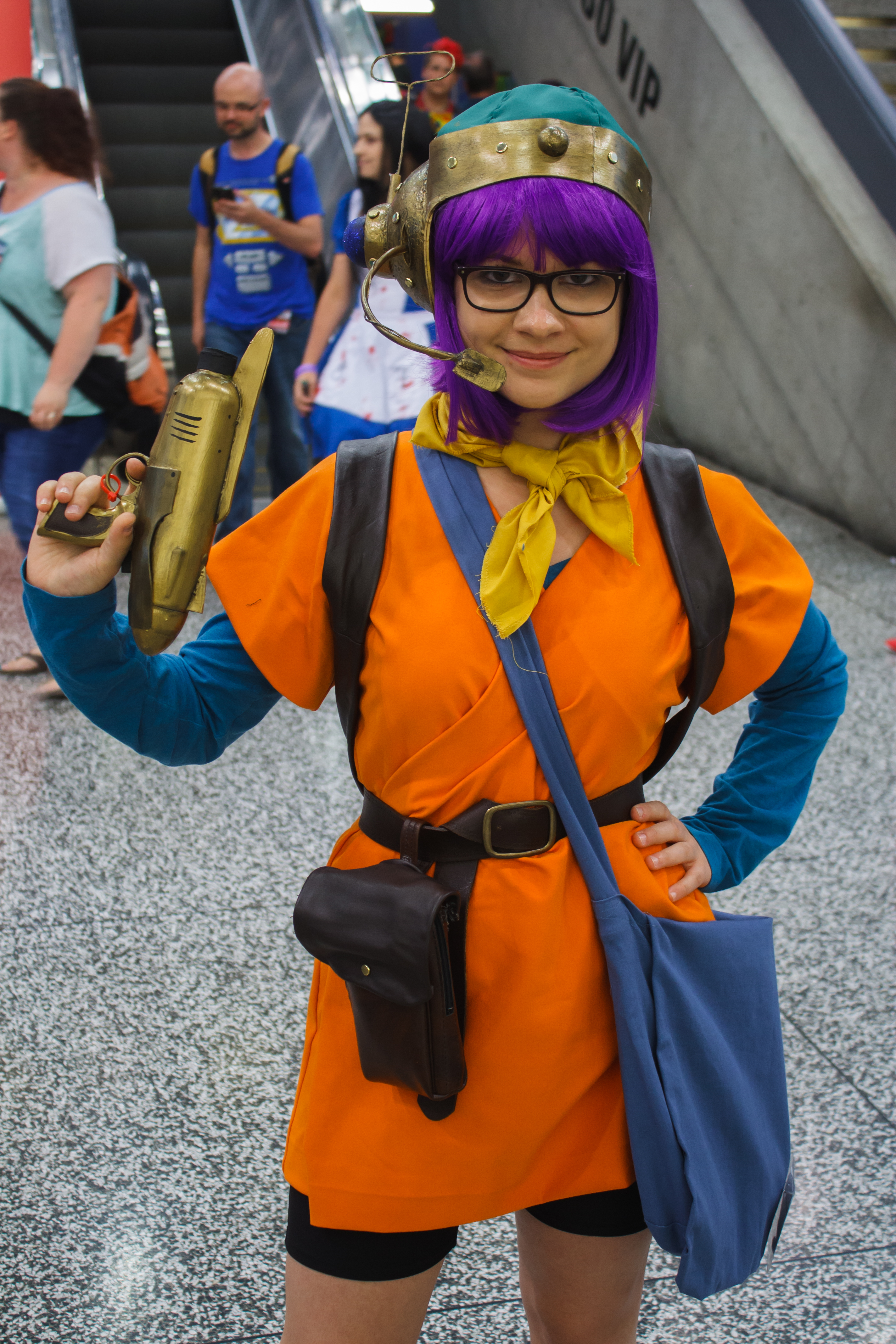
C'est le téléporteur créé par l'inventeur de génie Lucca, la meilleure amie de Chrono, qui ouvre une brèche spatio-temporelle à cause des interférences avec le collier de Marle (cosplay de Lucca).

En l'an 1000, la fête du millénaire se tient sur la place de Lynne. Lucca, une amie d'enfance de Chrono, passionnée par les machines, y présente sa dernière invention. Chrono s'y rend comme de nombreux habitants du royaume et y bouscule par mégarde une jeune fille, Marle, puis les deux jeunes gens font connaissance. Ils se rendent ensemble voir Lucca et son invention, un téléporteur, qui permet de se déplacer de quelques mètres. Chrono l'essaie et se retrouve téléporté instantanément d'un point à l'autre de la machine. Mais lorsque vient le tour de Marle, le pendentif qu'elle porte se met à réagir étrangement et la jeune fille disparaît dans un vortex. Chrono ramasse alors le pendentif encore présent et décide de partir la secourir. Il se retrouve 400 ans en arrière au Moyen Âge où Marle, qui s'avère être en fait la princesse Marledia, est confondue par les habitants avec son ancêtre, la reine Lynne disparue. Celle-ci accueille Chrono au château de Gardia avant d'être apparemment effacée du continuum espace-temps. En effet, en prenant la place de son ancêtre, Marle a modifié involontairement le cours de l'histoire et compromis sa propre existence. Chrono part alors à la recherche de la véritable Lynne avec l'aide de Lucca qui l'a rejoint entre-temps. Lors de leurs recherches, ils sont rejoints par Gren, une grenouille anthropomorphique chevaleresque qui souhaite elle aussi retrouver la reine. Le trio découvre que la disparition de Lynne est le fait du chancelier du royaume, qui n'est autre que Yakra, un ennemi transformé ayant pour dessein de capturer la reine. Il l'affronte, le vainc et retrouve le vrai chancelier. De retour au château, Chrono et Lucca retrouvent Marle alors que la reine reprend sa place. Les trois amis retournent dans leur époque grâce à un dispositif mis au point par Lucca, alors que Gren, qui estime ne pas être à la hauteur pour avoir failli à protéger le royaume et la reine, décide de quitter le groupe, et reste donc dans cette temporalité.. Celle-ci rentre chez elle, tandis que Chrono reconduit Marle au château. Mais une fois arrivés, le chancelier accuse Chrono d'avoir enlevé Marle afin de prendre le pouvoir. Chrono est alors arrêté, jugé et condamné à mort. Chrono parvient à s'évader, puis est rejoint par Lucca. Les deux protagonistes sont ensuite rejoints par Marle qui veut échapper à sa prison dorée. Cependant, ils se retrouvent bientôt obligés d'emprunter un nouveau vortex qui les conduit cette fois jusqu'à un futur post-apocalyptique désolant. Ils prennent connaissance des évènements, notamment du Jour de Lavos et décident d'essayer de changer le cours de l'histoire, comme ils l'ont fait au Moyen Âge, pour empêcher le cataclysme de se produire. Après avoir rencontré et réparé Robo, qui se joint au groupe, Chrono et ses amis empruntent un passage les menant à la fin des temps, où ils rencontrent Gaspar, un sage qui les aide à voyager dans le temps grâce à plusieurs puits de lumière et à acquérir des pouvoirs magiques avec l'aide de Specchio, dieu de la guerre,,.

#### L'épée légendaire GranLéon et la pierre de rêve
Le groupe se retrouve en l'an 1000 dans la ville de Medina, fondée par les Mystiques, des reptiliens qui ont perdu la guerre les opposant aux humains. Chrono et ses amis apprennent auprès d'eux que Magus, le magistère, est responsable du Jour de Lavos. De retour à Truce, le groupe part pour le sud en l'an 600, où il stoppe les troupes de Magus et sécurise le pont. Les protagonistes partent chercher l'épée légendaire GranLéon, la seule arme capable de vaincre Magus et qui appartient à Gren. Dans le sud, plusieurs habitants décrivent l'existence d'une grenouille dans la forêt. Il s'agit bien de Gren, que le groupe visite. Mais emprunt d'une grande mélancolie, il feint de reconnaitre ses amis et ne peut les aider dans leur quête. Forcés de le quitter, les protagonistes combattent Gran et Léon dans les monts Dénadoro, qui leur laisse l'épée légendaire, cependant brisée. Cette demi-lame permet au groupe de récupérer la médaille du héros auprès de Tarta. Le groupe retourne voir Gren, et celui-ci, peu enthousiaste, à la vue de l'épée brisée et de la médaille appartenant en réalité à Cyrus, se décide finalement à donner l'autre partie de l'épée brisée. Bosch, le forgeron de l'an 1000 dévoile qu'il ne peut réparer l'épée qu'avec la pierre de rêve, ce qui pousse le groupe à partir pour la préhistoire la chercher. En l'an -65000000, Ayla se joint au groupe, puis après quelques combats contre des sauriens, le groupe revient voir Bosch en l'an 1000 avec la pierre en sa possession. Il reforge l'épée légendaire et le groupe retourne voir Gren en l'an 600 pour la lui donner. Il dévoile que GranLéon appartient à Cyrus son ami et explique alors sa transformation en grenouille par Magus, alors que son ami venait d'être vaincu par celui-ci. Il se joint à nouveau au groupe avec l'espoir d'anéantir Magus, le responsable de ce désastre,,.

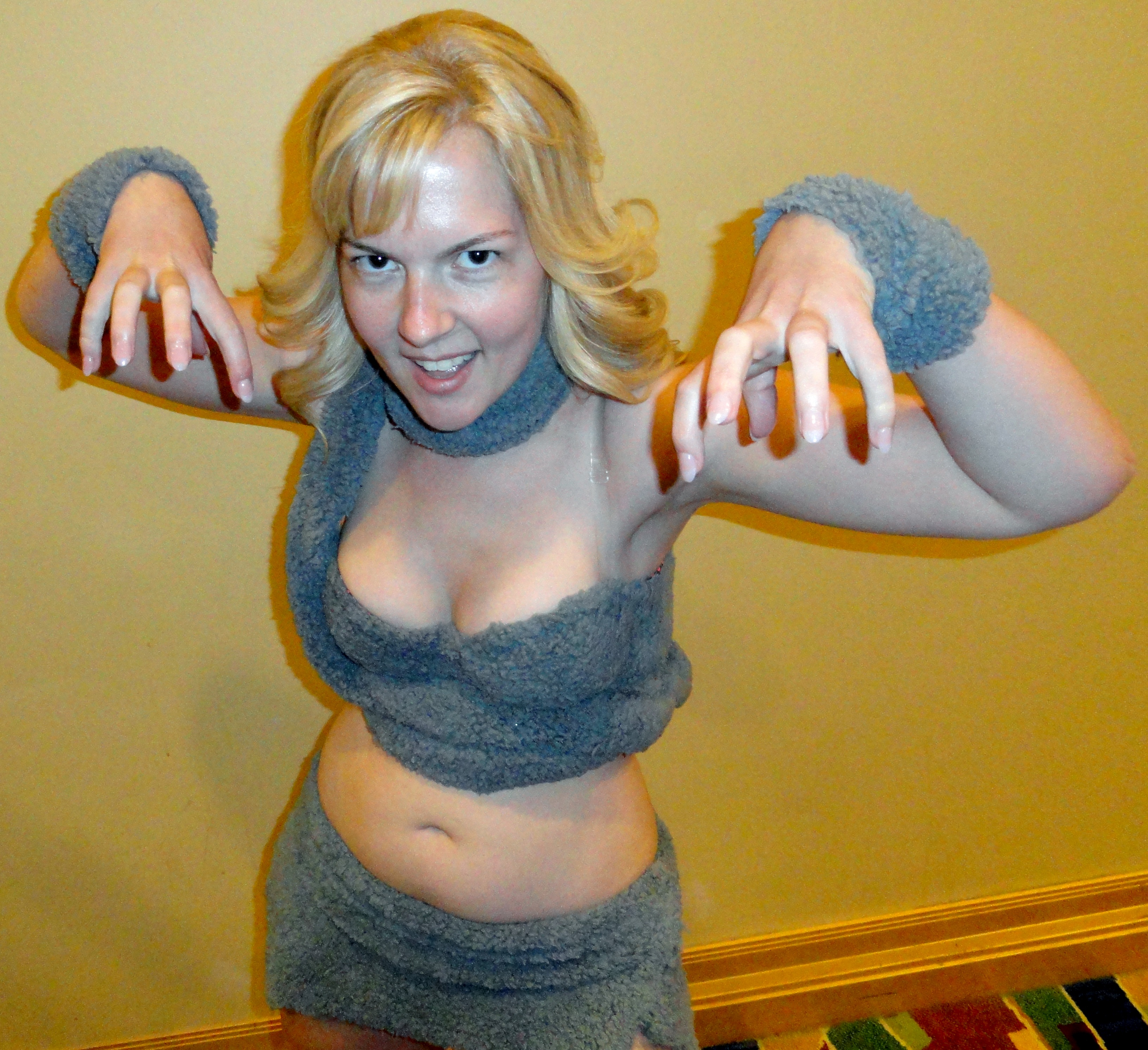
Ayla, originaire de la préhistoire (-65000000), rentre rapidement dans le groupe (cosplay d'Ayla).

#### Magus et le royaume de Zhyle
Chrono et ses amis retournent en l'an 600 pour défier Magus, le croyant être à la source du jour de Lavos. Magus tente d'invoquer Lavos, mais le groupe l'en empêche et le combat. À la fin de la bataille, un sort provoque une faille temporelle qui projette Chrono et ses amis dans le passé, jusqu'à la préhistoire, où le groupe combat les sauriens. Le groupe est témoin de l'origine de Lavos et apprend que c'est un alien, arrivé sur la planète des millions d'années auparavant et a commencé à absorber l'ADN et l'énergie de toutes les créatures vivantes avant de surgir en 1999 des tréfonds de la terre pour éradiquer tout ce qui existe à la surface de la planète, afin qu'il puisse créer une nouvelle génération. En l'an −12 000, Chrono et ses amis découvrent que le royaume de Zhyle situé sur des montagnes flottantes dans les airs a récemment découvert Lavos et tentent d'exploiter son pouvoir dans le but d'obtenir l'immortalité grâce au réceptacle sacré. Cependant, la reine Zhyle les emprisonne. Sa fille Sarah les libère, mais un prophète les bannit et scelle le portail temporel menant à la préhistoire, les obligeant à partir pour le futur en 2300. Chrono et ses amis y trouvent une machine volante à voyager dans le temps appelée Ibis (ou les ailes du temps), qui peut accéder à n'importe quelle période temporelle sans utiliser de portail temporel,. Ils retournent à Zhyle en l'an −12 000 pour éviter l'activation du réceptacle sacré dans le sanctuaire sous-marin. Lavos se réveille, perturbé par ce dispositif. Magus, qui se révèle être le prophète, essaie de le tuer. Chrono résiste à Lavos, mais il est désintégré par une puissante explosion. À ce moment-là, Lavos détruit le Royaume de Zhyle,.

#### Le dénouement
Le groupe se réveille dans un village, sans Chrono qui vient de mourir, et trouve Magus qui confesse être Janus, le prince de Zhyle. Il révèle que le désastre du sanctuaire sous-marin a dispersé les gourous de Zhyle au fil du temps (Hasch, Gasch et Bosch) et l'a envoyé au Moyen Âge. Il a pris le nom de Magus et fait l'objet d'un culte de la part de disciples, tout en complotant pour convoquer et tuer Lavos. Magus s'attaque à Lavos en représailles de la mort de sa sœur, Sarah. Mais quand Lavos apparaît lors du combat avec le groupe en l'an 600, il est repoussé à l'époque du royaume de Zhyle, où il se présente sous l'identité du prophète. À ce moment de l'intrigue, Magus, peut être affronté par l'équipe, être combattu par Gren ou rejoindre le groupe. Alors que le groupe de protagonistes part, le sanctuaire sous-marin s'élève dans les airs sous la forme d'une sorte de vaisseau spatial appelé « Songe obscur ». C'est à partir de ce moment que le joueur peut effectuer les différentes quêtes annexes. Le groupe se tourne vers Gaspar pour obtenir de l'aide, qui leur donne un « Chrono Trigger », un dispositif ressemblant à un œuf qui permet de remplacer Chrono juste avant le moment de sa mort grâce à une poupée clone. La résurrection de Chrono fait partie des quêtes optionnelles, le jeu pouvant être terminé sans lui. Le groupe peut alors effectuer certaines actions, obtenir certains items ou pouvoirs en aidant les personnages non-joueurs à travers le temps, grâce aux indications de Gaspar. Il peut donc tenter de trouver la conque arc-en-ciel, d'apaiser l'âme tourmentée de Cyrus ou d'aider Fiona, une habitante du Moyen Âge (an 600), à replanter la forêt. Le groupe peut en outre trouver et charger la pierre de soleil, et arrêter le créateur maniaque de l'intelligence artificielle de Robo, ou tuer Vinnie. Les protagonistes pénètrent alors dans le Songe obscur et gagnent le droit d'affronter la reine Zhyle, puis combattent avec succès Lavos, sauvant l'avenir de leur monde,.
Le jeu offre douze fins différentes (treize pour la version DS et ses portages), en fonction des choix effectués par le joueur durant le déroulement du scénario, du degré de complétion du jeu et du moment choisi par le joueur pour affronter Lavos.

## Système de jeu

### Généralités
Chrono Trigger est un jeu vidéo de rôle se déroulant au tour par tour, dans lequel le joueur dirige simultanément un groupe de un à trois personnages joueurs, le héros et ses compagnons, dans un monde fictif en deux dimensions. L'exploration s'effectue dans une carte du monde en vue de dessus représentant à échelle de taille réduite le personnage et les lieux susceptibles d'être visités. Dans cet overworld, qui ne sert qu'à choisir les zones de jeu, le joueur ne combat pas d'ennemi, ni n’interagit avec d'autres personnages, mais effectue seulement des déplacements à pied ou grâce à un véhicule. En l'an −65 000 000, les personnages peuvent voyager à dos d'animaux préhistoriques volants. Dans les zones de jeu, affichées dans une échelle plus grande, le joueur peut parler aux personnages non-joueurs, se procurer des objets, résoudre des énigmes ou affronter des ennemis afin de faire progresser à la fois les attributs de ses personnages et l'histoire,. Chrono Trigger intègre quelques séquences de jeu en vue latérale. À plusieurs reprises, le procédé de texturisation Mode 7 de la console Super Nintendo est utilisé dans des scènes cinématiques, ainsi que dans un mini-jeu de course de moto (la vue peut être modifiée). Outre la course de moto, il existe d'autres mini-jeux, en particulier lors de la fête du Millénaire en l'an 1000, où le joueur peut gagner des points qu'il peut transformer en argent.
Au fur et à mesure que le joueur avance dans le scénario, il rencontre dans chaque temporalité des personnages qui peuvent compléter son équipe. Chaque personnage, possédant des caractéristiques distinctes, y compris le personnage joueur principal Chrono, peut être interchangé avec un autre, à l'instar de Secret of Mana, ceux n'étant pas utilisés attendent dans la fin des temps et peuvent y être sélectionnés là-bas ou dans l'interface,,. Certains personnages quittent le groupe, soit définitivement soit temporairement, en fonction des décisions prises par le joueur ou logiquement à cause du déroulement du scénario principal ou des quêtes secondaires. Le joueur peut remplir de nombreuses quêtes secondaires optionnelles par l'intermédiaire des personnages non-joueurs, dont certaines sont liées à certains membres de son groupe. Elles apportent des objets spécifiques ou des pouvoirs,. Ces variations de personnages et les changements constants des évènements dans le temps permettent au joueur d'emprunter plusieurs branches parallèles du scénario en fonction de ses choix. Le scénario, qui bénéficie également de grands rebondissements, est complexe, procurant de 50 à 100 heures de jeu,,. Ce scénario, qui reprend le thème récurrent du bien luttant contre le mal, comporte de nombreuses pointes d'humour,.
Dans les donjons, le système de jeu comprend la résolution d'énigmes, l'utilisation d'interrupteurs de portes, de passages et d'objets secrets, ce qui impose une grande part de recherche,. Chrono voyage d'abord dans le temps pour retrouver ses amis, l'objectif du groupe devient par la suite d'essayer d'empêcher l'apocalypse se déroulant en 1999, le Jour de Lavos. Le joueur combat régulièrement des boss en fin de niveaux et de donjons.
Grâce à une pile intégrée dans la cartouche, le joueur peut sauvegarder, dans la fin des temps, et à certains points dans le jeu représentés par une sorte de boule étoilée vaporeuse. Un bouton permet aux personnages de courir et un autre de placer l'interface soit en haut ou en bas de l'écran.

### Voyage temporel

Chrono Trigger exploite le thème du voyage dans le temps, qui permet au joueur de naviguer entre six époques.

L'aspect central du gameplay de Chrono Trigger est le voyage dans le temps, qui permet au joueur de naviguer entre six époques du monde fictif (la préhistoire, l'Antiquité, le Moyen Âge, le présent, le cataclysme, le futur), ainsi que la fin des temps, un sas temporel. Ses actions et ses choix affectent directement les évènements futurs et influencent la totalité du monde. Le système de déplacement temporel offre donc la possibilité de modifier le cours des évènements, en réalisant des actions précises sur certaines périodes et de bénéficier des changements dans les temporalités futures. Par exemple, le joueur peut éliminer un ennemi et son armée, qui n’existeront plus dans le futur, ou procurer des objets à certains personnages non-joueurs, qui par la suite offriront d'autres objets, ou reconstruiront un passage permettant d'explorer plus profondément un lieu, ou alors donner un objet à l'ancêtre d'un personnage dans le passé puis bénéficier des changements dans le futur,,,. De cet aspect résulte un gameplay moins linéaire que les autres jeux de rôle japonais de l'époque,. Toutefois, le jeu est d'abord linéaire malgré une certaine liberté et tous les donjons sont obligatoires, jusqu'à que le joueur atteigne la fin des temps. À partir de ce moment-là, il peut aller à n'importe quelle période temporelle et agir comme il le veut. Les donjons sont tous linéaires.
Les voyages dans le temps se font au départ par le biais d'un dysfonctionnement du téléporteur fabriqué par Lucca,. Cette distorsion temporelle, semblable à un vortex de lumière bleue, est appelée « portail temporel ». Le joueur pénètre dans un cercle de couleur bleue représentant l'entrée de ces portails situés à différents endroits et époques (au minimum un par période),, comme une forêt, une grotte ou une armoire située dans une maison. Ils permettent de passer directement d'une période à l'autre. Par la suite, le joueur a accès à une machine à remonter le temps volante nommée « Ibis », qui permet de se rendre à la « fin des temps », une zone temporelle dans laquelle le joueur dispose progressivement jusqu'à neuf portails temporels représentés par des puits de lumière. Certains d'entre eux permettent de se rendre à différents endroits d'une même période, agissant comme un raccourci,,.

### Système de combat

#### Engagement des combats etATB
Les combats se déroulent au tour par tour mais le gameplay se distingue des jeux de rôle japonais classiques de l'époque par ses combats n'utilisant pas le système de rencontre aléatoire. Les ennemis sont visibles en nombres limités sur l'écran et attendent pour attaquer. Quand le personnage joueur entre en contact avec ceux-ci, l'affrontement démarre et se déroule dans la même zone de jeu plutôt que dans une fenêtre de combat distincte,. Le joueur peut quand même éviter les combats ou se préparer à ceux-ci avant de toucher un ennemi. Il choisit leurs actions par le biais d'un menu. Cependant, lors de chaque attaque physique et magique, le personnage peut donner un coup d'épée, réaliser son sort sur place ou sauter sur son ennemi pour le faire, indépendamment de la volonté du joueur,. Le joueur ne définit pas non plus le placement de ses personnages et ne peut les déplacer durant les combats. Durant le combat, l'interface propose trois menus, permettant respectivement de réaliser les attaques physiques, lancer les magies et utiliser une partie des objets.
Le système de combat de Chrono Trigger intègre une version évoluée du système Active Time Battle (parfois abrégé ATB), une fonctionnalité issue de la série Final Fantasy, créée par Hiroyuki Itō pour le jeu Final Fantasy IV, et rebaptisée ici Active Time Battle ver.2. Cette option permet au joueur d'agir dès que la barre individuelle de temps de chacun des personnages du groupe est pleine. Il peut alors utiliser chaque personnage indépendant des autres, en outre sans attendre un tour complet, c'est-à-dire sans attendre que l'ennemi attaque à son tour. Quand un personnage a réalisé son attaque, la barre se vide, puis se remplit à nouveau à la vitesse correspondant à ses attributs. Si cette fonctionnalité n'est pas activée, le personnage joueur et les ennemis alternent une attaque chacun de façon classique dans un jeu vidéo de rôle. Cette fonctionnalité ne peut être activée qu'en début de partie, et ne peut pas être modifiée en cours de jeu,,.

#### Objets et équipements, argent et niveau d'expérience
Lors de chaque combat gagné, chaque personnage collecte des points d'expérience qui lui permettent de monter son niveau. À mesure que le personnage augmente son niveau, il acquiert différentes techniques d'attaques physiques et magiques,. Les personnages en attente voient également leur niveau augmenter au fil des victoires. Chaque ennemi éliminé procure également divers objets, et une certaine quantité d'argent qui peut être utilisé dans des magasins auprès des personnages non-joueurs. L'argent peut aussi être trouvé dans les coffres.
Avant les combats, le joueur peut équiper ses personnages avec des armes, des protections (comme des armures et des casques) et des accessoires. Ceux-ci offrent des effets particuliers, comme une puissance d'attaque accrue, une vitesse d'exécution plus rapide ou une défense contre un certain type de magie. Divers items peuvent donc être utilisés hors des batailles et certains durant ces affrontements. Une partie d'entre eux ne peuvent être utilisés que par certains personnages. Les items et l'équipement, qui sont graduellement plus efficaces à mesure que le joueur progresse dans le scénario, peuvent être cachés dans les niveaux (souvent dans des coffres) ou achetés dans des magasins. Il est possible de collecter certains items et de les troquer contre d'autres objets.
Chaque personnage et ennemi possède un certain nombre de points de vie augmentant au fur et à mesure que son niveau progresse. Les attaques réussies sur un personnage réduisent ce total, qui peut être restauré avec des potions et des sorts de magie. Quand un personnage jouable perd tous ses points de vie, il meurt, étendu sur le sol. Si tous les personnages du groupe tombent au combat, la partie est terminée et doit être reprise à partir d'un précédent point de sauvegarde (sauf lors de batailles spécifiques liées au scénario qui permettent ou forcent le joueur à perdre). Le joueur peut utiliser des objets pour redonner des points de vie ou de magie à ses personnages, ou augmenter son niveau. Il peut également restaurer ses points de vie en plaçant ses personnages au repos dans des auberges ou dans des capsules spéciales (dans le futur). Le système de combat oblige principalement le joueur à utiliser la stratégie qui consiste, durant un même affrontement, à choisir les attaques physiques et/ou magiques auxquels ses ennemis sont sensibles avec une partie du groupe, et utiliser au moins un des personnages et sa magie pour redonner régulièrement des points de vie au groupe ou ressusciter l'un des personnages.

#### Magies et attaques physiques

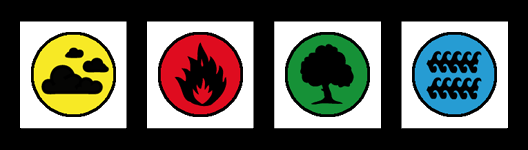
Chrono Trigger offre quatre types de magie basés sur les quatre éléments. Chaque personnage est plus à l'aise dans une ou plusieurs magies, et chaque ennemi est sensible à certaines (dessin représentant les quatre éléments).

Le joueur et les ennemis peuvent utiliser des attaques physiques ou magiques pour blesser leurs opposants durant les affrontements. Cependant, les ennemis s'adaptent à la manière dont le joueur combat et utilisent différentes techniques.
Chaque utilisation de la magie engendre la dépense de points de magie. Il existe quatre types de magie, représentés par les quatre éléments, ici appelés la « lumière », les « ténèbres », l'« eau » et le « feu ». Chaque personnage-joueur excelle dans une magie. Les personnages et ennemis sont efficaces en fonction de leurs caractéristiques et de leur équipement, les rendant plus ou moins sensibles à un type de magie ou à une attaque physique qu'à une autre,,.
Certaines compétences agissent sur une zone d'effet particulière. Elles peuvent affecter tous les ennemis se trouvant à l'intérieur d'une zone circulaire, ou encore les ennemis disposés sur une ligne droite. À la différence des personnages contrôlés par le joueur, les ennemis changent souvent de position pendant les combats, permettant de ce fait au joueur d'utiliser ses compétences à zone d'effet de manière stratégique. Une autre innovation du système de combat est la possibilité d'utiliser des techniques de combat collectives, mêlant à la fois magie et attaque physique. Chaque personnage peut apprendre huit compétences individuelles, qui peuvent être combinées avec celles des autres personnages pour former des « duos » ou des « trios » aux effets plus dévastateurs. Par exemple, l'attaque d'épée tournoyante « cyclone coupant » de Chrono peut être combinée avec l'attaque de feu « lance-flammes » de Lucca pour créer la combinaison « Cyclone enflammé ». L'interface liste automatiquement les combinaisons de compétences disponibles en fonction des points de magie et des compétences acquises.

### Fins et seconde quête
Le joueur a la possibilité d'affronter le boss final à différents moments d'avancement du scénario. Il peut accéder au combat final dans la fin des temps et grâce à Ibis, la machine à remonter le temps. Le jeu contient douze fins uniques et le joueur obtient celle dépendant de l'époque où il se lance dans la bataille finale et du niveau de complétion des quêtes et sous-quêtes à ce moment-là,. Chrono Trigger sur Nintendo DS dispose d'une nouvelle fin, qui est accessible à partir de la fin des temps, après le dernier donjon supplémentaire et le boss final optionnel,.
Chrono Trigger offre une fonction appelée « Nouvelle partie ★ », qui permet au joueur de recommencer l'aventure en conservant les attributs de ses personnages, les compétences apprises et les objets collectés, mais pas l'argent et certains objets importants du scénario. Elle est seulement accessible quand le joueur a terminé le jeu une première fois et complété le Songe obscur (dernier donjon du jeu). Certaines fins ne peuvent être découvertes que dans ce mode, dans lequel le boss final peut être affronté à n'importe quel moment du jeu, y compris immédiatement après le début,,. Ce jeu peut donc être recommencé autant de fois qu'il est nécessaire et avec ses nombreuses fins offre une rejouabilité importante.

## Développement

### Équipe et genèse
Chrono Trigger est développé par une équipe connue pour l'occasion sous le nom de Dream Team, composée de Yūji Horii, Hironobu Sakaguchi et Akira Toriyama,. Le projet est également connu sous l'expression Dream Project. Le développement est supervisé par Sakaguchi, producteur et créateur initial de la série des Final Fantasy, et Horii, créateur, réalisateur et scénariste de la série Dragon Quest, en particulier du premier opus éponyme, ainsi que d'Akira Toriyama, le créateur du manga Dragon Ball, qui a également travaillé sur la série Dragon Quest, notamment sur le design de personnages. Horii rédige le plan général du scénario,.
Chrono Trigger prend ses racines en 1992, lors d'un voyage aux États-Unis ayant pour but la découverte des dernières nouveautés en matière de graphismes sur ordinateur. À la fin du périple, le trio décide de créer « quelque chose ensemble, quelque chose qui n'a jamais été réalisé auparavant », un RPG d'un genre nouveau. Après une année et demie environ à considérer les difficultés du développement, les trois créateurs sont sur le point d'abandonner, quand ils reçoivent un appel téléphonique de Kazuhiko Aoki, producteur chez Square, qui leur propose de produire le jeu. Les quatre hommes se réunissent et font un brainstorming d'idées au sujet de ce projet, afin de décider quel jeu créer. Le développement est lancé au début de l'année 1993. Hiroshima Tanaka, le réalisateur de Chrono Cross, supervise les premières créations de Toriyama. Square réunit alors 50 à 60 développeurs au départ, notamment le scénariste Masato Kato nommé planificateur du scénario. Chrono Trigger est son premier travail avec Square. Kato et Horii se rencontrent plusieurs heures tous les jours pendant la première année du développement pour écrire le scénario. Un concepteur de Square (dont l'identité est inconnue) propose l'idée de développer le concept du voyage dans le temps, mais Kato y est opposé, de crainte de créer un gameplay répétitif et sans intérêt.
Une des particularités de l'entreprise Square est d'imposer à ses employés la polyvalence. La plupart d'entre eux savent donc aussi bien programmer que concevoir, ou écrire un scénario. En définitive, Kazuhiko Aoki produit le jeu, alors que Akihiko Matsui, Yoshinori Kitase et Takashi Tokita le réalisent. Sakaguchi et Horii endossent le rôle de superviseurs. Toriyama conçoit les visuels, dont les personnages, les monstres, les véhicules et l'aspect de chaque période temporelle. Akihiko Matsui travaille sur Final Fantasy et Romancing SaGa 2 jusqu'à la fin de leur production. Il rejoint l'équipe au milieu du processus de développement et s'occupe des déplacements des monstres durant les combats. Masato Kato contribue également à la création et au design des personnages. Sakaguchi est responsable du système global du jeu et contribue aussi à la création de plusieurs monstres,. Tetsuya Takahashi est réalisateur graphique et les artistes graphiques sont Yasuyuki Honne, Tetsuya Nomura et Yusuke Naora. Les graphismes sont programmés par Yasuhika Kamata. Il travaille sur Secret of Mana, puis à la fin de sa production, il intègre l'équipe et s'occupe principalement des fonds. L'équipe de conception est donc finalement composée d'une trentaine de personnes. Quasiment tout Square travaille alors sur Chrono Trigger. L'équipe est dissoute à la fin du développement, chacun des intervenants étant réparti sur plusieurs jeux différents.

### Choix du support
Au départ, Square veut inscrire ce jeu dans la franchise Seiken Densetsu, connue sous le nom de Mana en Occident, et lui donne le nom temporaire de Maru Island. L'équipe prévoit d'abord de commercialiser le jeu sur l'extension CD-ROM de la Super Nintendo, mais Nintendo annule le développement de ce support. Malgré le désir de l'équipe de développement qui veut attendre la création de ce lecteur de CD-ROM, Square réoriente alors le projet sur cartouche Super Nintendo classique, pour en faire un jeu indépendant de cette série, et le renomme Chrono Trigger. Tanaka rappelle que la plate-forme à cartouche de jeu a permis une transition dans les combats sur le même écran de jeu sans aucun temps de chargement. Au départ, il est prévu de placer le jeu sur une cartouche de 24 mégabits, mais l'équipe souhaite proposer des graphismes particuliers pour chaque période, correspondant à chaque époque. D'autre part, la totalité du contenu créé et intégré progressivement ne cesse d'augmenter, à mesure que les développeurs vont plus loin dans les détails. La nécessité d'une cartouche de 32 mégabits est alors évidente. La capacité de stockage rajoutée est principalement utilisée par les données de la musique et des graphismes, qui en occupent la majorité (soit de 6 à 8 mégabits). L'augmentation de la capacité a essentiellement permis de proposer des donjons immenses tels que Palais du Magistère et d'intégrer la séquence d'introduction.

### Méthodes de travail et choix
Certaines fonctionnalités conçues pour les jeux Secret of Mana et Final Fantasy IV, qui sont alors développés au même moment, sont récupérées par l'équipe de développement pour les intégrer dans Chrono Trigger. Beaucoup d'idées et de nouveaux concepts sont imaginés au début du processus de développement. Mais face à cette profusion, près de la moitié sont écartées et ne sont finalement pas intégrées. Toutefois, l'équipe teste tous les concepts imaginés en rejetant ceux qui, selon elle, sont ennuyeux pour le joueur.
Kato et les autres développeurs tiennent des rencontres généralement d'une trentaine de personnes, afin de s'assurer de l'homogénéité de l'ensemble de la création. Kato rapporte quelques difficultés à travailler avec autant de personnes. Sakaguchi dévoile en 2014 qu'il a été très strict durant le développement du jeu. Il réunit chaque jour l'équipe pour donner des consignes à chacun. Il explique ses méthodes de conception ; par exemple, « s'il y a une fête foraine, j'écris simplement qu'il y a une fête foraine. Je ne précise aucun détail. Par la suite, l'équipe travaille et réfléchit pour trouver des idées et les éléments à inclure ». Pour lui, un travail en collaboration amène de la fraicheur aux créations. En l'occurrence, Horii révèle que la fête est très marquée de la patte de Sakaguchi.

### Création du système des combats et de dialogue
L'équipe conçoit un système Active Time Event Logic, qui est partiellement intégré, et qui permet de déplacer les personnages sur la totalité de la scène en cours, quand un personnage non-joueur est en train de converser. Cette fonctionnalité permet aussi au personnage de parler à plusieurs personnes en engageant la conversation à plusieurs endroits, ce qui permet à chaque scène de permuter plusieurs fois. L'intégration de cette fonctionnalité a été un réel défi technique pour l'équipe.
Katsuhisa Higuchi programme le système de combat, qui se déroule directement dans l'aire de jeu plutôt que dans une fenêtre séparée, comme c'est le cas des précédents jeux produits par Square. L'équipe fait beaucoup d'expérimentations pour choisir le mode de combat, en particulier les rencontres aléatoires. Higuchi rapporte sa grande difficulté à lancer les batailles de manière correcte, sans ralentissement, ni même sans un écran noir très bref. L'équipe découvre qu'elle ne peut pas mettre de nombreux boss les uns à la suite des autres, avec chacun une faiblesse propre et proposer au joueur un enchaînement rébarbatif de combats. L'équipe est inquiète de voir les joueurs bloqués, et c'est une des raisons pour lesquelles des quêtes secondaires sont créées. À ce moment-là, la fin des temps est conçue, afin d'aider les joueurs en leur donnant des indices. L'équipe de testeurs s'était précédemment plainte de la difficulté de jeu trop élevée. Horii déclare à ce sujet : « nous le savions pertinemment. Les développeurs pensent que le jeu est simplement bon, qu'ils ne sont même pas allés assez loin. Mais, ils voient cet aspect de leur propre point de vue et expérience. C'est pareil pour les énigmes [dans le jeu]. Beaucoup de joueurs n'ont pas réussi à éluder des choses que nous pensions faciles à comprendre ». Le système Active Time Event Logic et le mode de combat choisi confèrent une grande dynamique au jeu. Au début du développement, certains ennemis ne peuvent être tués qu'avec certaines armes. Cependant, l'équipe trouve ce système ennuyeux et supprime cet aspect des combats.

### Visuels et personnages
L'équipe des développeurs étudie les dessins de Toriyama afin de reproduire son style au plus proche. Pour programmer les visuels, Kamata dévoile s'être inspiré du travail visuel de Ridley Scott sur le film Alien, en particulier certains rayons lumineux et certaines fumées, afin de créer les lumières du jeu. Kamata conçoit la palette de couleurs et la luminosité du jeu de façon qu'elle se situe entre celle de Secret of Mana et celle de la série Final Fantasy, tout en s'assurant que Chrono Trigger soit distinct de ceux-ci. Le jeu utilise des sprites animés pour afficher les monstres, ce qui consomme beaucoup plus de mémoire que les précédents jeux de la série Final Fantasy, qui utilisent des graphismes statiques. De plus, si ces ennemis ne sont que des images affichées dans d'autres jeux, dans Chrono Trigger, ils existent réellement en tant que sprites, et ont tous un comportement propre, et sont capables de réaliser plusieurs actions différentes. Sakaguchi imagine au départ le tribunal suspendu dans le ciel, accessible grâce à un pont relié à la montagne. L'équipe crée de gros monstres, pour certains presque de la moitié de l'écran. Cependant, les limites en matière de mémoire vidéo et de capacités de calcul empêchent de rendre leurs mouvements énergiques. Horii comme Sakaguchi dévoilent que la qualité des graphismes a dépassé leurs espérances, par exemple dans la prison avec la montagne en arrière-plan, ou durant le procès avec les couleurs et les lumières à travers les vitraux. La séquence d'introduction du jeu avec un pendule se balançant est réalisée avec les mêmes techniques (ACM) que celles utilisées pour le jeu Donkey Kong Country. Les développeurs ont regardé des films tels que Terminator 2 qui utilise aussi cette technique et ont étudié cette technologie. Au départ, Square utilise cette méthode uniquement pour réaliser des mappages de texture sur des objets en 3D dans ses jeux vidéo. Cependant, cette technique est intégrée pour créer des objets tridimensionnels directement en jeu. Le principal usage de l'espace supplémentaire de 8 mégabits sur la cartouche est destiné à la séquence d'introduction. Par une cinématique de ce niveau, Square désire montrer au joueur que Chrono Trigger est un jeu de très haute qualité.

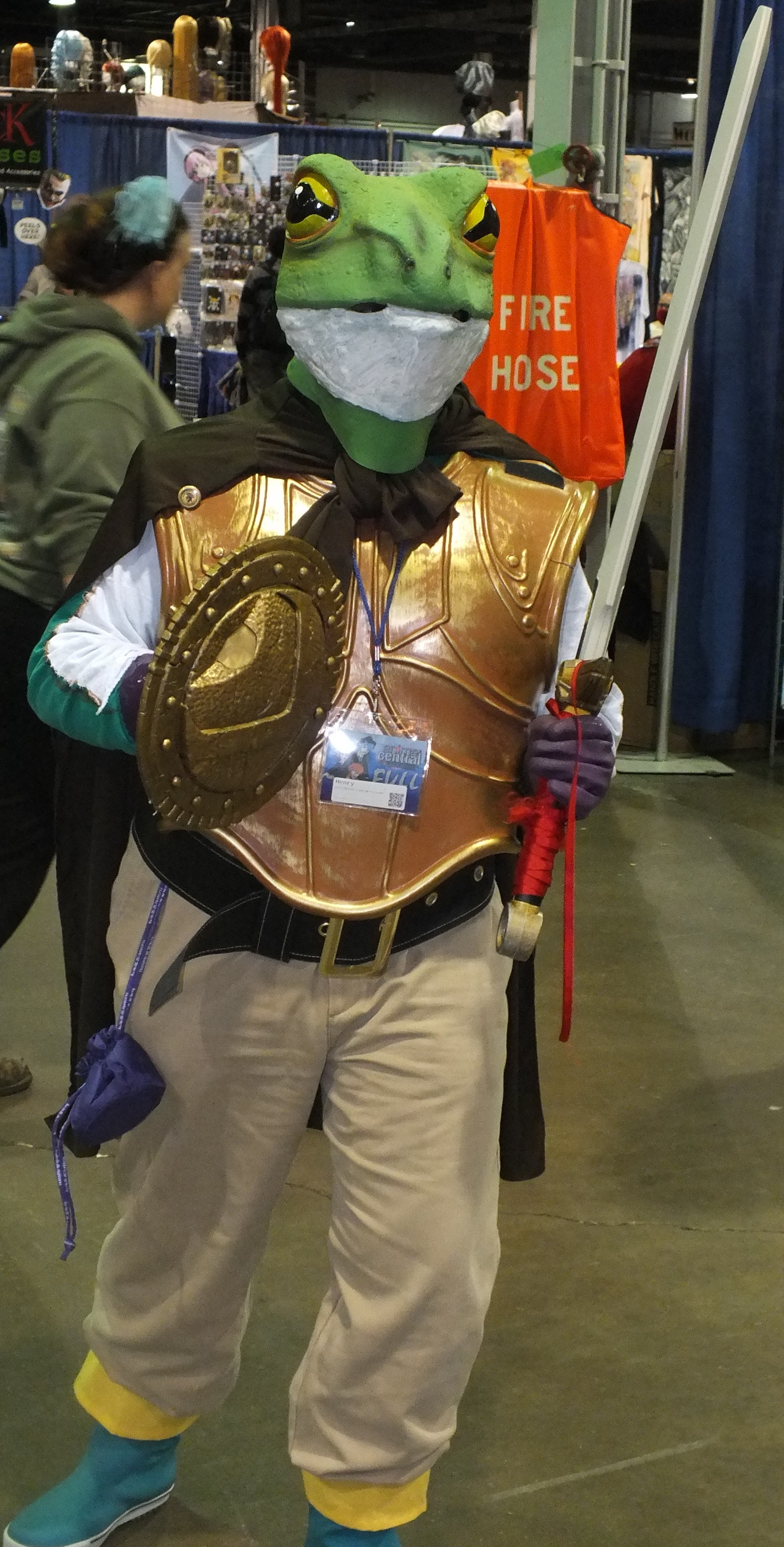
Un personnage non-humain, la grenouille anthropomorphique Gren, est intégré au groupe de personnage joueur sur demande de Square (Cosplay de Gren).

Sakaguchi impose que les sprites soient grands. Beaucoup de discussions ont lieu pour décider si Chrono doit rester muet, comme le protagoniste de la série Dragon Quest. Pour Horri, le protagoniste d'un jeu vidéo de rôle ne doit pas parler, mais Square n'a pas d'opinion à ce sujet. L'équipe décide finalement de ne pas le faire parler. Ce choix influence fortement la manière de dévoiler les éléments du scénario. Ce silence apporte une certaine neutralité au personnage, lui permettant d'être plus facilement apprécié par le joueur, qui peut mieux s'identifier à lui et s'investir dans le jeu. Kato propose au départ la mort définitive de Chrono, le groupe de protagonistes faisant réapparaître le personnage tel qu'il est au début du jeu à la fête du Millénaire, afin de terminer la quête. Lorsqu'il propose cette idée en réunion, toute la salle se met à rire. Pourtant, Horii considère l'idée intéressante. Le premier concept de Kato est de pousser le joueur à repartir dans le passé pour essayer de changer le cours du temps pour éviter la mort de Chrono. Cependant, Square juge alors le scénario trop déprimant et veut une fin heureuse. L'entreprise demande qu'un clone de Chrono revienne dans le scénario,. Square pense également que les joueurs pourraient trouver le jeu ennuyeux si Chrono n'a que des coéquipiers humains. L'entreprise propose donc l'ajout d'un personnage joueur non-humain, puis les développeurs créent Gren, une grenouille adaptée d'un croquis de Toriyama. La grenouille a déjà été un personnage dans des jeux Square, notamment dans Final Fantasy. Kato prévoit de faire de Gaspar (le personnage non-joueur de la fin des temps) un personnage joueur, et a même été esquissé par Toriyama. Cependant, l'intégration de ce personnage joueur est abandonnée assez vite dans le processus de développement. Sakaguchi contribue a la création d'éléments mineurs comme la création du personnage de Gonzales (le robot de la fête foraine). Pour étoffer les personnages, Sakaguchi demande d'ajouter des scènes cinématiques, qui sont finalement réalisées par Kitase et Tokita à la dernière minute.

### Concept du voyage dans le temps, scénario
Horii est un grand fan du concept du voyage dans le temps (comme dans la série télévisée Au cœur du temps) et, avec le soutien de Toriyama, il encourage l'introduction du thème de l'uchronie dans le scénario principal de Chrono Trigger,. Selon Raphaël Lucas, auteur de l'ouvrage L'histoire du RPG, Horii, qui est un fan de la série Ultima, aurait pu s'inspirer d'Ultima II: The Revenge of the Enchantress qui aborde également le thème de l'uchronie dès 1983 (sortie Japon). Il rappelle également qu'une utilisation notable du voyage dans le temps est précédemment effectuée en 1993 dans Day of the Tentacle de LucasArts. Le premier concept du voyage dans le temps implique que chaque personnage peut être différent s'il est originaire d'une autre temporalité (donc il peut rencontrer son double dans une autre temporalité). Cependant, dès que Sakaguchi se penche sur le scénario, il rejette cette idée et fait de chaque personnage un être unique, quelle que soit son origine temporelle. Ce choix permet selon Sakaguchi de renforcer les personnages. Horii apprécie l'introduction du paradoxe du grand-père autour du personnage de Marle, car sa disparition est le départ de tout le scénario. D'autre part, Sakaguchi apprécie la dramaturgie de la réconciliation de Marle avec son père. Certains bugs et réglages ont été compliqués à gérer. Par exemple, quand le joueur ouvre un trésor dans le futur, il est toujours dans le passé et peut donc être ouvert une seconde fois. À la différence d'un scénario simple qui va d'un début à une fin et impose seulement une éventuelle modification, les développeurs ont dû vérifier plusieurs époques du même monde, en gardant à l'esprit le concept de voyage dans le temps et de flux temporel.
Masato Kato complète l'intrigue en écrivant la majorité de l'histoire, y compris la totalité des événements se déroulant avant -12000. En optant pour un gameplay linéaire dans les donjons, les développeurs ont pu facilement introduire des sous-quêtes optionnelles dans l'arc narratif, sans conséquence sur le scénario principal. Toutefois, à partir de la découverte de la fin des temps, le joueur peut aller où bon lui semble. De la non-linéarité découlent des problèmes de guidage, le joueur pouvant explorer tous les lieux et les donjons de chaque monde. Pour guider le joueur dans le scénario principal et ainsi garder une continuité dans le récit, seule la difficulté des combats contre les ennemis lui indique s'il est en train d'explorer un donjon qui correspond à son niveau et qu'il suit bien l'ordre du scénario principal. Si les ennemis sont trop difficiles à battre, le joueur n'est pas au bon endroit. Selon Gamasutra, la liberté totale fonctionne dans Chrono Trigger car elle n'est pas immédiate. Au départ, le jeu est linéaire et s'ouvre progressivement pour laisser de plus en plus de choix au joueur et finir par lui laisser une liberté d'action complète, régulée par le niveau des ennemis. Kato fait face à des difficultés pour éviter ce qu'il décrit comme « une longue série d'errances... [telles que,] faites ceci, prenez cela, éliminez ces monstres, ou plantez ce drapeau ». Kato conçoit plusieurs branches de l'histoire et crée ainsi plusieurs fins, car il ne parvient pas à relier tous les événements du scénario. Yoshinori Kitase et Takashi Tokita écrivent alors plusieurs histoires secondaires. Si certaines fins ne sont que des simples bonus, d'autre impactent le cours des évènements et modifient le monde.
Sakaguchi dévoile le désir inhabituel des bêta-testeurs de jouer une seconde fois au jeu après l'avoir terminé et de retraverser le temps. Ceci le pousse à le considérer comme une confirmation de la création de la fonctionnalité « Nouvelle partie ★ ». Sakaguchi déclare également : « quand nous le pouvions, nous essayions de faire en sorte que des changements légers dans la façon d'agir provoquent des changements subtils dans la réaction des gens, même jusque dans le moindre détail. Je pense qu'une seconde quête apporte un intérêt complètement nouveau ». La similitude des différentes zones en fonction des périodes temporelles a permis la réutilisation de certains éléments. Mais, ceci a engendré quelques difficultés à régler, chaque modification sur une zone impactant les autres zones et temporalités. Selon le site Gamasutra, ce concept de seconde quête a été créé afin de compenser la durée assez courte de la quête principale (qui peut être terminée en quelques heures si le joueur ne fait pas de quêtes secondaires optionnelles).
Même s'il ressent une certaine pression à se rapprocher du style de Toriyama, Hironobu Sakaguchi assimile le développement de Chrono Trigger à « un amusement avec l'univers de Toriyama ». Il dévoile qu'il a eu une certaine liberté d'action ; il cite notamment l'inclusion de pointes humoristiques. Ceci aurait été impossible à réaliser dans un jeu de la série Final Fantasy ou Dragon Quest. Cette liberté de création a été appréciée par les créateurs, qui n'ont pas eu de crainte pour le résultat final.

### Données inutilisées et traduction
Dans la ROM figure une piste inutilisée, intitulée Singing Montain. Lors d'une interview réalisée en 2003, Mitsuda dévoile que ce thème était destiné à un donjon qui a été supprimé, car il comportait peu de choses et pas d'éléments-clefs de l'intrigue.
Sakaguchi demande à Ted Woolsey de traduire Chrono Trigger en langue anglaise et lui donne trente jours. Woolsey travaille seul, sans l'aide d'une équipe de traducteurs et aurait préféré avoir plus de temps. Il mémorise le scénario et se sert des guides de jeux parus dans le commerce pour replacer les dialogues dans le contexte. Certaines de ses traductions n'ont pas été introduites dans le jeu,.

## Bande-son
La bande-son de Chrono Trigger est principalement composée par Yasunori Mitsuda. Nobuo Uematsu, le compositeur vétéran de la série Final Fantasy, compose également dix pistes et une autre est réalisée par Noriko Matsueda,.
À l'époque programmeur sonore, Mitsuda ne se plaît pas chez Square. Il est mécontent de son salaire et menace de quitter l'entreprise s'il ne peut pas composer de musique. Hironobu Sakaguchi suggère de lui faire réaliser la bande sonore de Chrono Trigger, en précisant « peut-être que votre salaire va augmenter ». Mitsuda compose alors de nouvelles musiques et puise dans une collection personnelle de titres composés au cours des deux années précédant son affectation sur le jeu. Il compose le thème principal en une seule séance, quand le développement du jeu commence sérieusement. Le lendemain, Square lui dit « bon, on te laisse t'en occuper ». Mitsuda compose la bande-son avec l'idée en tête de « créer une musique qui ne correspond à aucun genre établi [...], la musique d'un monde imaginaire ». Avant de créer chaque morceau, Mitsuda questionne Masato Kato, le réalisateur du jeu qui est devenu un ami proche. Il lui demande systématiquement des explications sur la scène à illustrer. Durant le développement, Mitsuda dort plusieurs nuits dans son bureau pour composer. Il attribue en l'occurrence certains morceaux, comme le thème de fin intitulé To Far Away Times, à des rêves inspirants. Il essaye également de réutiliser des leitmotive issus du thème principal de Chrono Trigger pour créer une impression de cohérence dans la bande-son. Mitsuda réalise des pistes de plus de deux minutes chacune, pour éviter de faire tourner des morceaux en boucle d'une minute, comme c'est souvent le cas dans les jeux vidéo Square de l'époque. Cela évite au joueur de se lasser, mais engendre une masse de travail importante, d'autant plus que le nombre de pistes augmente drastiquement à la fin du développement, créant encore plus de besoins. Durant le développement, le disque dur de Mitsuda subit un crash, ce qui lui fait perdre une quarantaine de titres en cours de création.
Dans une interview de 2009, Mitsuda dévoile qu'il estime être à l'époque de la création de la bande-son originale, un « bébé » sans expérience « ne connaissant pas sa droite de sa gauche »,. Selon ses termes, il « s'est entraîné plusieurs années » en réalisant les bruitages de Secret of Mana et l'ingénierie du son pour Romancing SaGa 2. C'est donc la première bande-son qu'il compose, jusque-là Square ne l'avait pas autorisé à créer de musique de jeu. Il réalise pour l'occasion près de quatre-vingts pistes audio, un travail qu'il qualifie de difficile. La composition de la musique prend deux ans, mais il s'arrête pendant une courte période pour travailler sur Romancing SaGa 2. La création de la musique est au départ en avance sur la réalisation du jeu. Cependant, cet arrêt inverse le rapport et la musique a été complétée en dernier. Pour Mitsuda, ces compositions représentent beaucoup de travail pour une seule personne, alors que le développement du jeu a été réalisé avec un groupe de trente développeurs. Lorsque Mitsuda contracte un ulcère de l'estomac à cause de surmenage, il s'éloigne du projet et Nobuo Uematsu rejoint l'équipe. Il compose dix titres et finalise la bande sonore. Mitsuda réintègre l'équipe juste avant la commercialisation du jeu, et en visionnant la fin du jeu avec l'équipe, il pleure en voyant la scène achevée.
La version finale de la bande-son comporte un nombre très important de pistes et d'effets sonores, soit quatre-vingt-trois pistes, une quantité sans précédent. Chaque période temporelle bénéficie d'une ambiance représentative de l'époque et d'un style particulier. Au moment de la sortie du jeu, Mitsuda a des interrogations sur ses compositions, qu'il qualifie de « chansons composées par un amateur qui n'a passé que quelques années sur le long chemin pour devenir compositeur ». Il est rassuré dès les premiers retours de fans appréciant ses créations. Chrono Trigger marque alors le début de sa carrière de compositeur de musique de jeu vidéo. Mitsuda considère Chrono Trigger comme un titre historique et déterminant pour sa carrière, qui l'a aidé à mûrir son talent. Alors que Mitsuda juge plus tard la bande-son comme « rude sur certains aspects », il maintient que ce travail a influencé de façon significative sa vie de compositeur.
La bande-son est une première fois publiée en mars 1995 sous la forme d'un triple album intitulé Chrono Trigger Original Sound Version. Square publie également en 1995 un album d'arrangement acid jazz appelé Chrono Trigger Arranged Version: The Brink of Time. Il est arrangé et joué par Guido (Hiroshi Hata et Hidenobu Ootsuki). Il est créé parce que Mitsuda veut faire quelque chose que personne d'autre n'a fait. Il a également remarqué que l'acid jazz et ses genres apparentés sont rares sur le marché japonais. En décembre 1999, un album  sur CD intitulé Chrono Trigger Original Soundtrack est produit par Square à l'occasion de la sortie du jeu sur PlayStation. Il contient les musiques orchestrales utilisées dans les nouvelles cinématiques. Tsuyoshi Sekito a composé quatre nouvelles pistes pour illustrer les fonctionnalités supplémentaires qui n'étaient pas incluses dans la bande-son originale sur Super Nintendo. Ces quatre pistes ne figurent pas sur cet album. Certains fans n'ont pas apprécié l'absence de Mitsuda dans la création de ce portage, dont la sonorité est parfois un peu différente de celle du jeu d'origine. En août 2001, la bande originale de la version PlayStation est publiée par Tokyopop aux États-Unis sous le titre Chrono Trigger Official Soundtrack: Music from Final Fantasy Chronicles. Mitsuda travaille également avec Square Enix sur la réédition de la bande-son, à l'occasion de la sortie en juillet 2009 du jeu sur Nintendo DS, intitulée Chrono Trigger Original Soundtrack. Auparavant, les personnes qui ont précommandé Chrono Trigger sur DS en 2008, bénéficient d'une nouvelle réédition de la bande-son dirigée par Natsumi Kameoka et intitulée Chrono Trigger: Orchestra Extra Soundtrack. Ces arrangements orchestraux de la musique du jeu, composés de deux pistes sur un CD, sont distribués en novembre 2008. Un DVD accompagnant la réédition Chrono Trigger Original Soundtrack de 2009 comporte une interview de Yasunori Mitsuda et une vidéo de l'enregistrement de ces deux pistes. Mitsuda a eu des difficultés à choisir les pistes de cette réédition orchestrale, mais choisit finalement un air de chaque période temporelle, et certains thèmes de personnages. Il s'assure que la musique de la version DS soit bien proche de la version originale. Square Enix organise un tirage au sort pour offrir deux partitions dédicacées de la musique de Chrono Trigger. Dans le livre Chrono Trigger: Ultimania de 2009 consacré à la version DS, Mitsuda encourage les jeunes joueurs à donner leur avis sur la bande-son du jeu. Square Enix publie une nouvelle édition de la bande-son en octobre 2015 intitulée To Far Away Times: Chrono Trigger & Chrono Cross Arrangement Album. Elle est publiée à l'occasion des vingt ans de carrière de Yasunori Mitsuda et comporte aussi bien des titres arrangés de Chrono Trigger que de Chrono Cross. Fin avril 2019, Square Enix annonce la sortie au Japon d'une bande originale du jeu remastérisée dans la gamme « Revival Disc » sur disque Blu-ray, pour le 10 juillet 2019 sous le titre Chrono Trigger: Original Soundtrack Revival Disc.

## Commercialisation et spécificités des différentes versions
Les premières prévisions indiquent une sortie à la fin de l'année 1994, mais elle est repoussée à l'année suivante. La sortie de Chrono Trigger aux États-Unis est par la suite prévue pour mars 1995. En juin 1995, Nintendo Power annonce que Square a inversé le calendrier de sortie de Chrono Trigger et Secret of Evermore aux États-Unis, sortant alors respectivement en août, puis septembre 1995. Des versions préliminaires de Chrono Trigger sont présentées lors des conférences V Jump Festival en 1994, puis 1995, mais également à presse vidéoludique, comme à l'accoutumée,,,,. Le jeu sort sur une cartouche de 32 mégabits, équipée d'une pile et d'une RAM permettant de sauvegarder jusqu'à trois parties, le 11 mars 1995 au Japon sous le titre クロノ・トリガー (Kurono Torigā), et le 11 août 1995 aux États-Unis sous le titre Chrono Trigger. Le jeu est vendu avec une affiche et un dessin d'art, leur verso comprenant des cartes des mondes. Au Japon, les acheteurs ayant pré-commandé le titre reçoivent également un jeu de cartes holographiques,.
Square publie en 1999 un portage amélioré de Chrono Trigger sur PlayStation développé par Tose. Le jeu sort au Japon le 2 novembre 1999, juste avant la parution de la suite Chrono Cross fin novembre 1999, afin de familiariser les nouveaux joueurs avec l'histoire du premier opus. Cette version ne comporte pratiquement aucune modification de son gameplay, ajoutant seulement de nouvelles scènes cinématiques sous forme d'animes créés par Bird Studio, le studio du concepteur original des visuels Akira Toriyama, et animées par Toei Animation. Des scènes ont donc été rajoutées au début et aux fins du jeu, ainsi qu'à de nombreux moments-clefs de l'histoire. Figurent également plusieurs contenus bonus progressivement déblocables à chacune des multiples fins du jeu (informations sur les monstres et les attaques, cartes des donjons et emplacements des objets, artworks). Masato Kato, un des scénaristes du jeu original, assiste à des réunions de travail chez Bird Studio pour décider de la manière dont les scènes cinématiques de fin doivent créer des liens avec Chrono Cross. Cette version PlayStation ressort au Japon en budget limité dans la collection PSOne Books le 17 janvier 2002, puis dans la collection Ultimate Hits le 20 juillet 2006. Ce portage PlayStation est publié le 29 juin 2001 en Amérique du Nord uniquement dans la compilation intitulée Final Fantasy Chronicles, regroupant également Final Fantasy IV qui bénéficie d'une nouvelle traduction. Dans cette version, les cinématiques comportent des temps de chargements inhérents à la lecture sur le support CD-ROM. Cette version est rééditée en 2003 dans la collection Greatest Hits. Le 28 septembre au Japon puis le 4 octobre 2011 aux États-Unis, cette version est publiée sur le PlayStation Network, et est disponible sur PlayStation 3, PlayStation Vita, et PlayStation Portable,,,.

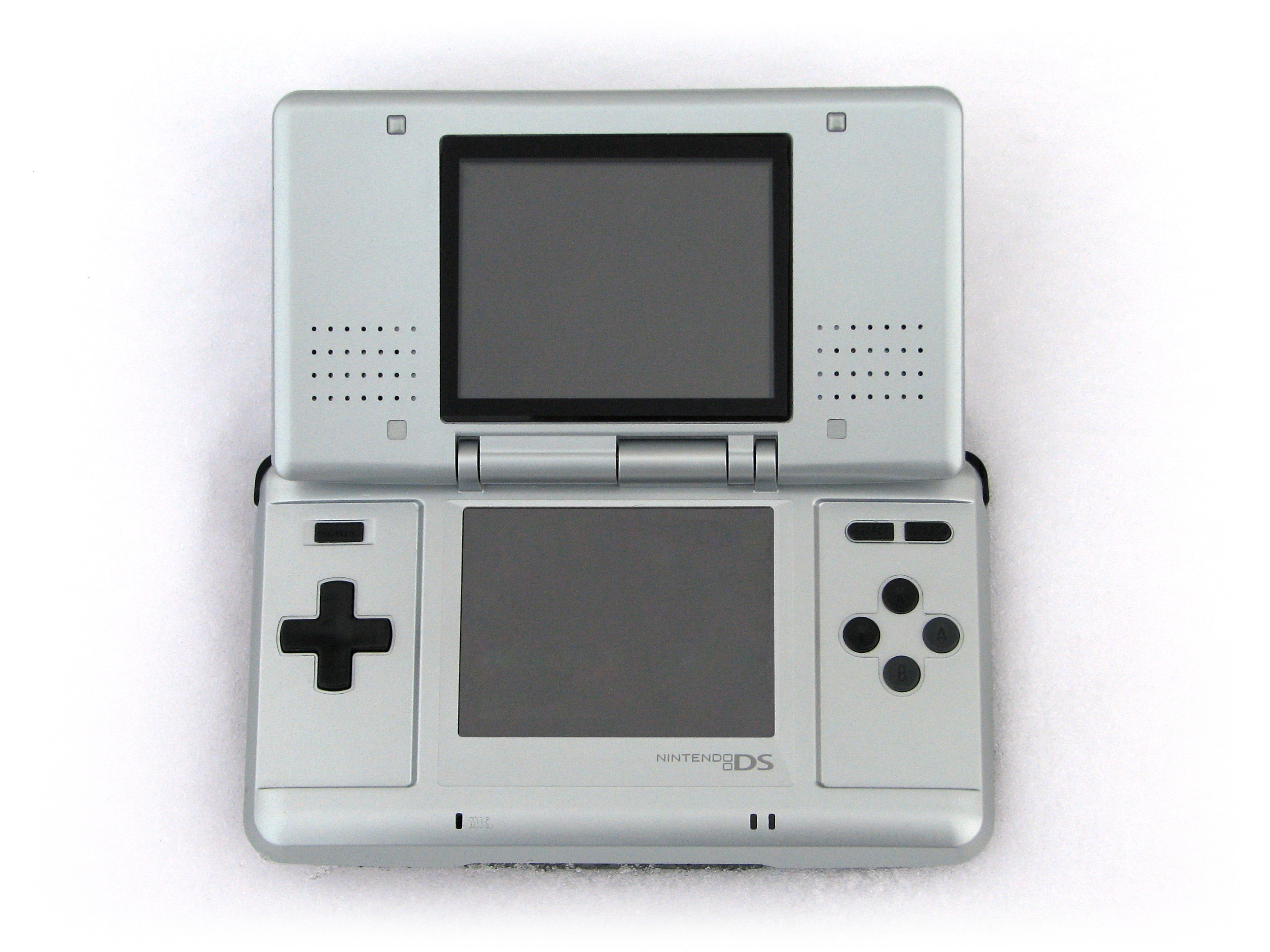
Début 2009 sort un portage du jeu sur la console portable Nintendo DS. Cette version est pour la première fois officiellement traduite en français, plus de dix ans après la sortie originale.

Fin 2008, Square Enix publie une version du jeu sur Nintendo DS. Masato Kato supervise le portage exécuté par Tose. Kato veut au départ que l'équipe se base sur la version originale sur Super Nintendo, mais considère finalement qu'il faut réutiliser les ajouts de la version PlayStation. Cette version contient donc tous les apports de cette précédente version, ainsi que quelques améliorations. La traduction vers l'anglais est améliorée par Tom Slattery. L'Europe bénéficie pour la première fois d'une version entièrement et officiellement traduite en français. Cette version DS prend en charge le mode double écran, proposant tous les menus sur l'écran supérieur, une carte se découvrant au fur et à mesure, et l'option jouer par défaut. Des raccourcis vers des sous-menus peuvent être créés et affichés en permanence. Les temps de chargements des cinématiques de la version PlayStation inhérents à la lecture sur le support CD-ROM ont disparu. Une option permet également de choisir entre deux configurations de contrôles, l'un reprenant celle de la version originale sur Super Nintendo et l'autre qui intègre l'utilisation de l'écran tactile et du stylet. Le jeu contient deux nouveaux donjons nommés « sanctuaire oublié », et « vortex dimensionnel » accessibles une fois le jeu fini, ainsi qu'une fin supplémentaire qui préfigure les événements se déroulant dans Chrono Cross. Un mode « Arène » inédit permet au joueur d'entraîner des monstres et les faire combattre contre l'intelligence artificielle ou en réseau local via Wi-Fi. Masato Kato supervise ces créations,,,. Le niveau Vortex dimensionnel reprend la piste sonore inutilisée figurant dans la ROM d'origine sur Super Nintendo. De plus, cette version offre des bonus, regroupés dans une fonctionnalité appelée « Extras », qui permet de regarder les cinématiques à tous moments et d'écouter les différentes musiques du jeu à loisir. Cette partie contient aussi un bestiaire, une galerie d'images, une encyclopédie pour les objets trouvés ainsi qu'un dojo permettant de visualiser les techniques du jeu. Deux autres parties bonus sont à débloquer, dont des plans des différents lieux, ainsi qu'un récapitulatif des différentes fins possibles du jeu,. Le jeu sort au Japon le 20 novembre 2008, le 25 novembre 2008 aux États-Unis et le 6 février 2009 en Europe,,. La version DS ressort au Japon en budget limité dans la collection Ultimate Hits le 4 août 2011.
La version originale en anglais publiée sur Super Nintendo sort sur la console virtuelle de la Wii en 2011, le 26 avril au Japon, le 16 mai en Amérique du Nord et le 20 mai en Europe.
Sur téléphone portable, Square Enix publie une version i-mode au Japon, le 25 août 2011. Ce portage de la version Super Nintendo propose les cartes du monde en plein écran, mais le reste des niveaux en affichage fenêtré avec un habillage de tons gris comportant des dessins d'horloges. Le 8 décembre 2011, une version basée sur la version Nintendo DS sort sur iOS (iPhone, iPod touch), avec des graphismes améliorés. Cependant, ce portage ne propose par les scènes cinématiques rajoutées aux versions améliorées du jeu. Le 29 octobre 2012, la version DS est également portée sur Android. Au Japon, cette version est commercialisée à partir du 22 décembre 2012, ainsi qu'une version pour le portail EZweb de Square Enix pour les téléphones portables prenant en charge BREW.
Square Enix publie Chrono Trigger le 27 février 2018 sur PC (Windows) via Steam et Amazon Appstore. Ce portage de la version mobile intègre les deux niveaux inédits de la version DS (Vortex dimensionnel et Sanctuaire oublié), des visuels améliorés grâce à un nouveau filtre graphique et une bande-son remastérisée sous la supervision de Mitsuda. Il est compatible avec le clavier et la souris, et prend aussi en charge le jeu avec une manette. Une nouvelle fonctionnalité de sauvegarde automatique complète le système d'origine. Square Enix qualifie cette version d'« édition définitive ». Cette sortie coïncide avec une mise à jour conséquente des versions iOS et Android,,,. Depuis le début du mois d'avril 2018 jusqu'au début du mois d'août 2018, Square Enix publie une série de cinq correctifs, réglant de nombreux problèmes, mais répondant aussi aux critiques émises par la communautés lors de la sortie de ce portage, comme l'affinement des visuels des personnages joueurs dans l'overworld, l'amélioration notamment au niveau de l'interface, et de la jouabilité des combats. l'amélioration de la gestion des contrôleurs de jeu, ou la correction de nombreux bugs.

## Accueil

### Critiques de la version originale
La sortie de Chrono Trigger, l'une des plus attendues de l'époque, est acclamée par la presse spécialisée, qui lui octroie de très hautes notes, parfois la note parfaite. Le jeu obtient une moyenne de 95,64 % sur GameRankings avec dix-huit critiques fin 2017.
Selon Electronic Gaming Monthly, le scénario est « incroyable », dont le meilleur aspect est ses multiples fins. Selon Edge, malgré la totale liberté de déplacement et la relative confusion régnant à cause des nombreux changements de temporalité, le scénario reste linéaire et rien « ne se produit à moins que cela ne fasse avancer l'histoire ». Game Players le juge « relativement » non linéaire grâce à ses fins multiples. Selon GamePro, le jeu comporte tous les éléments habituels d'un jeu Square et l'humour va aussi bien de l'« évident au sublime ». Game Players et Super Play déplorent cependant un scénario assez léger, ce dernier relevant une profondeur de personnage limitée, et notent seulement une réelle histoire pour Gren,.
Game Players et GamePro relèvent les innovations, notamment les combats dans la même aire de jeu et les attaques combinées des personnages, également basées sur leur placement, mais aussi la possibilité de recommencer la partie après l'avoir terminée,. Player One juge la possibilité de combiner les attaques des personnages comme une idée brillante. Consoles + juge la prise en main « rapide et efficace ». GamePro considère que la difficulté de jeu est peut-être trop faible, notamment pour les habitués des jeux de la série Final Fantasy. Super Play décrit le système de combat à mi-chemin entre celui de Secret of Mana et celui de Final Fantasy et note le bon équilibre entre les combats obligatoires et ceux qui peuvent être évités. Super Play estime que le voyage dans le temps a été « superbement implémenté ». Selon Consoles +, les menus sont simplifiés, tandis qu'au contraire ils sont jugés comme pas les plus clairs par GamePro,.
Les médias spécialisés s'accordent globalement à dire que le jeu propose les meilleurs visuels de l'époque sur Super Nintendo et pour un jeu vidéo de rôle, dépassant la qualité de ceux de Final Fantasy. Pour Electronic Gaming Monthly comme pour GamePro, le jeu dépasse en effet la qualité graphique de Final Fantasy III, grâce à une qualité de détails « stupéfiante », mais aussi sa qualité sonore. Consoles + relève des graphismes « finement colorés ». Super Play qualifie les animations des différentes techniques durant les combats de « belles ». Pourtant selon Edge, les graphismes « manquent finalement de la grandeur de Final Fantasy », et qui dépasse Chrono Trigger sur tous les aspects. Consoles + juge la bande-son agréable à écouter, parfois « entraînante, attristante ou apaisante ». GamePro la juge « spectaculaire », sur certains aspects.

« Chrono Trigger, avec son enchevêtrement d'époques, d'intrigues et de situations, le positionne comme une sorte de mètre étalon de [l'uchronie dans le domaine du jeu vidéo]. »

— Raphaël Lucas, L'histoire du RPG.
Gamasutra estime que Chrono Trigger « est essentiellement un jeu Dragon Quest qui s'est permis de sortir des limites de la série et de faire quelque chose d'un peu plus audacieux ». Pour Electronic Gaming Monthly, le jeu est presque aussi bon qu'un Final Fantasy. Super Play déclare qu'« il est compliqué de critiquer un jeu proche de la perfection ». Nintendo Power le qualifie de « plus grand jeu jamais réalisé ». Game Informer le qualifie de « chef-d'œuvre pas comme les autres » et de « pinacle du jeu vidéo de rôle sur Super Nintendo ». Pour Consoles +, le jeu est une « réussite ».

### Critiques de la versionPlayStation
Chrono Trigger sort dans la compilation Final Fantasy Chronicles sur PlayStation aux États-Unis, qui reçoit de très bonnes notes de la part de la presse spécialisée. Si les notes ne sont pas données directement aux jeux, mais à la compilation, Chrono Trigger est analysé, recevant des critiques élogieuses. Le reproche essentiel cependant fait à cette version est l'introduction des temps de chargements inhérents au support CD-ROM et à la plate-forme,,. IGN considère que le jeu est bel et bien un chef-d'œuvre, qui « mérite tous les éloges faits six ans plus tôt et qui a certainement résisté à l'épreuve du temps ». Le système de jeu est encore « profond », aidé par « une des meilleures bandes-son jamais produites ». Six ans après sa sortie originale, Official U.S. PlayStation Magazine juge le jeu « original et extrêmement captivant », et exprime une réaction particulièrement favorable vis-à-vis de ses graphismes, de son ambiance sonore et de son histoire. Consoles +, qui teste le jeu en import, estime que les graphismes ne sont plus vraiment à la hauteur des productions du moment (fin 2001), et regrette l'absence d'amélioration. Le magazine considère que l'intérêt réside dans son intrigue et son scénario complexe, offrant une longue durée de vie au jeu. D'après GameSpot, les bonus tels que les informations sur les monstres ou les cartes sont les ajouts les plus intéressants, mais compliqués à obtenir puisque le joueur doit terminer le jeu plusieurs fois pour les obtenir. GameSpot comme IGN considèrent qu'il n'y a finalement peu d'apports dans cette nouvelle version, mis à part les cinématiques,.

### Critiques de la version Nintendo DS
La version Nintendo DS de Chrono Trigger reçoit elle aussi un bon accueil de la part de la presse spécialisée, même si elle relève un manque de nouveautés. Cette version obtient fin 2017 une moyenne de 91,98 % sur GameRankings avec cinquante critiques et 95 % sur Metacritic  avec cinquante-sept critiques.

« [Si la version DS] fait portage facile, pas question de la bouder : L'Europe a attendu ce chef-d'œuvre trop longtemps. »

— Joypad.
Joypad applaudit, « encore aujourd'hui » (en 2008), l'absence de combats aléatoires et la possibilité d'éviter les combats. Pour Consoles +, outre les quelques nouveautés, l'avantage de cette version est son aspect nomade qui permet d'y jouer partout. Joypad est contemplatif devant les combats au tour par tour dynamiques et intelligents, avec des combinaisons d'attaque. Nintendo Magazine juge l'utilisation de l'écran tactile instinctif et participe à une meilleure gestion des combats. Consoles + note que le stylet manque de répondant et n'égale pas l'usage de la croix directionnelle. Jeuxvideo.com considère que l'usage de ce deuxième écran pour les menus libère de l'espace pour l'affichage principal. Ces nouvelles fonctionnalités liées au deuxième écran tactile constituent le plus gros apport selon IGN.
Consoles + relève l'absence d'amélioration graphique et des visuels ayant vieillis. Joypad estime que le jeu semble n'avoir pris aucune ride. Jeuxvideo.com juge logique la décision de garder les graphismes tels qu'ils étaient à l'origine, afin de conserver l'effet de nostalgie et parce qu'ils étaient à l'époque à un niveau de qualité « bluffant » sur Super Nintendo. Selon IGN, les graphismes 2D sont meilleurs que certaines productions du moment (en 2008) dans le même créneau.
Nintendo Magazine et  IGN estiment que la bande-son est toujours l'une des meilleures des jeux vidéo,. Jeuxvideo.com considère qu'elle fait encore référence (en 2008) et continue de surprendre selon GameSpot.
Nintendo Magazine et Consoles + jugent les quelques ajouts insuffisants,. Pour Consoles +, « les options bien maigrelettes du mode Arène ne donnent pas forcément envie d'y consacrer du temps ». IGN estime l'arène amusante, mais pas « vraiment nécessaire ». Gamekult regrette qu'un rééquilibrage de la difficulté n'ait pas été effectué. GameSpot rajoute que le nouveau niveau appelé « Sanctuaire oublié », peut facilement l'être en raison de son inutilité, seulement présent dans deux temporalités. Joypad note que si Chrono Trigger n'a pas bénéficié des mêmes remaniements que les premiers Final Fantasy, elle possède bien sa valeur ajoutée. Gameblog note avec enthousiasme les ajouts apportés à ce portage et souligne « la qualité de la traduction », malgré quelques écarts concernant les noms de certains éléments, que remarquent aussi Consoles + ou Jeuxvideo.com. Gamekult considère l'ajout des cinématiques de la version PlayStation comme « incontestablement un plus ».
Joypad le désigne comme un classique « indémodable » du jeu vidéo de rôle, qualificatif qu'emploie également Nintendo Magazine, qui le désigne comme un titre culte. Pour Consoles +, « ce chef-d'œuvre d’antan n'a rien perdu de sa superbe », ce que confirme Gamekult à une tournure près. Tous le désignent comme l'un des meilleurs jeux vidéo de rôle jamais créé, et qui a marqué l'histoire de ce genre,,. GameSpot ponctue sa critique en affirmant que « la version DS est sans aucun doute l'édition définitive de ce chef-d'œuvre ».

### Critiques de la version Wii
La version Wii de Chrono Trigger reçoit également un bon accueil de la part de la presse spécialisée, qui voit comme tous les médias un jeu exceptionnel, pourtant commercialisé dans sa version originale anglophone,,,.
Retro Gamer estime que cette commercialisation dématérialisée tardive sur la console virtuelle de la Wii a le mérite d'être moins chère que les versions physiques du jeu. Selon IGN, l'intérêt de ces commercialisations de titres anciens est de pouvoir bénéficier des versions originales non modifiées de jeux historiques à un petit prix. Pour NintendoLife, l'attente valait vraiment la peine, et le jeu « témoigne remarquablement de ce que la Super Nintendo a apporté aux fans de jeux vidéo de rôle ». Selon Official Nintendo Magazine, le seul défaut de cette version est le calendrier de sortie, et la proximité de la parution de la version Nintendo DS.

### Critiques de la version iOS
La version iOS de Chrono Trigger est jugée favorablement par la presse spécialisée, malgré quelques remarques,,. Jeux vidéo Magazine estime qu'il est encore un jeu faisant référence dans le domaine du jeu vidéo de rôle. Le magazine rajoute qu'il n'a pas pris une ride et reste l'une des meilleures aventures du jeu vidéo, mais regrette cependant ne pas pouvoir y jouer sur iPad avec en particulier un écran plus grand. Selon Pocket Gamer, si le gameplay a su plaire lors de sa sortie en 1995 grâce à ses innovations le démarquant de la concurrence, l'adaptation à l'écran tactile n'est pas optimale et pourrait en outre rebuter les puristes du genre. Le site estime que le joueur dispose de trop de menus, nuisant à l'expérience ludique, mais que je jeu reste toutefois une valeur sûre. Il rajoute, malgré le portage rapide et apparemment négligé de Square Enix, que Chrono Trigger n'a « pas perdu de son attrait ». MacLife considère que le jeu n'est pas optimisé pour iOS et relève ainsi les mêmes soucis d'adaptations à la plate-forme et les difficultés de gameplay que cela engendre, notamment concernant la maniabilité et la précision des actions. Selon le média, l'absence des scènes cinématiques rajoutées aux versions améliorées est également « déconcertant ». MacLife conseille finalement le jeu à ceux qui ne le connaissent pas encore.

### Ventes
Chrono Trigger s'est vendu à plus de 2,36 millions d'exemplaires au Japon, 200 000 en Amérique du Nord, et 90 000 en importation dans la région PAL, ce qui l'établit comme un des quatre seuls titres de Square Enix en dehors des franchises Dragon Quest et Final Fantasy à s'être vendu à plus d'un million d'exemplaires en 2004. C'est un best-seller au Japon, où les deux premiers millions de cartouches sont écoulés en moins de deux mois après la sortie du jeu. Il se place au troisième rang des meilleures ventes de jeu en 1995 sur l'archipel derrière Dragon Quest VI : Le Royaume des songes et Donkey Kong Country 2: Diddy's Kong Quest. Le titre obtient un franc succès à sa sortie en Amérique du Nord, et son portage six ans plus tard sur PlayStation dans la compilation Final Fantasy Chronicles reste au sommet des classements de ventes PlayStation pendant plus de six semaines consécutives. La version Nintendo DS s'est quant à elle écoulée à plus de 790 000 unités au 31 mars 2009 avec près de 490 000 exemplaires vendus au Japon, 290 000 en Amérique du Nord et 60 000 en Europe. La version Nintendo DS est le 22e jeu le plus vendu en 2008 au Japon. Fin octobre 2008, GameSpot annonce le chiffre de 2,5 millions de copies écoulées à travers le monde. En 2025, le jeu s'est vendu à 5 millions d'exemplaires depuis sa sortie en incluant ses portages.

## Postérité

### Distinctions
Chrono Trigger est inclus dans de nombreux classements de meilleurs jeux toutes catégories confondues, quels que soient les médias de presse. Il rentre dans plusieurs top 100 des meilleurs jeux de l'histoire réalisés par IGN, soit à la 12e place en 2003, 13e place en 2005, 2e place en 2006, 18e place en 2007 et 2e place en 2008. Jeuxvideo.com le classe 64e meilleur jeu de tous les temps en 2011. En septembre 2017, le site le classe également 12e meilleur jeu de tous les temps. Le magazine australien Hyper le place dans sa liste des 101 jeux vidéo incontournables auxquels il faut jouer. GamesRadar+ le place en 2012 au 32e rang des 100 meilleurs jeux de tous les temps. GameSpot place Chrono Trigger dans sa liste de meilleurs jeux de tous les temps en 2007 (Greatest Games of All Time). En 2008, les lecteurs du magazine et site japonais Dengeki Online le désignent 8e meilleur jeu jamais réalisé. Game Informer le désigne en 2009 comme le 15e meilleur jeu favori, et le meilleur de la ludothèque de Square en dehors de la franchise Final Fantasy.
Lors de son 25e anniversaire, Nintendo Power le désigne 5e meilleur jeu de la plate-forme Super Nintendo. GamesRadar+ le désigne en 2012 au 2e meilleur jeu de tous les temps sur Super Nintendo. À l'occasion des vingt ans de la console Super Nintendo, Gameblog réalise un top 20 des jeux la plate-forme dans lequel Chrono Trigger est classé au 6e rang. La version Nintendo DS de Chrono Trigger est nommée pour le prix du meilleur jeu vidéo de rôle sur la plate-forme par IGN en 2008. GamePro le désigne meilleur jeu vidéo de rôle en 1995. Gamasutra le place dans sa liste des vingt jeux vidéo de rôle japonais essentiels. GamesRadar+ le place en 2012 au 1er rang des meilleurs jeux vidéo de rôle de tous les temps. En décembre 2018, Jeuxvideo.com le désigne 4e de son top 10 des meilleurs jeux sur Super Nintendo.
En 1995, Super Play place Chrono Trigger dans sa liste des meilleurs jeux de l'année 1995. Chrono Trigger remporte également en 1995 le prix de la meilleure musique dans un jeu sur cartouche, du meilleur jeu vidéo de rôle et du meilleur jeu Super Nintendo, décerné par Electronic Gaming Monthly en 1995. GamesRadar+ place la bande-son dans sa liste de bandes-son incontournables disponible sur iTunes. En 2012, le magazine Forbes l'inclut dans sa liste des douze meilleures bandes originales de jeux vidéo de tous les temps.
Chrono Trigger apparaît à la 37e place du top 50 des licences les plus appréciées, dans l'édition 2010 du Livre Guinness des records Gamer’s Edition. Il est classé par GamesRadar+ dans la liste des cent meilleurs easter eggs de tous les temps. Quand la partie est terminée, le joueur peut combattre le boss de fin dès le début du jeu dans la seconde quête, ce qui lui permet de débloquer des visuels cachés de l'équipe. USgamer le place dans sa liste des meilleurs jeux comportant une seconde quête. Lors de l'E3 2008, la version DS est nommée pour le prix du meilleur jeu vidéo de rôle et meilleur jeu portable, mais n'obtient pas de distinction. Chrono Trigger est classé par Polygon dans sa liste de jeux manquants dans la ludothèque de la Super NES Mini.
Les lecteurs du magazine japonais Famitsu le place au 3e rang des meilleurs jeux vidéo de rôle de tous les temps. Il apparaît en 28e place dans un sondage des cent meilleurs jeux de tous les temps réalisé par Famitsu en 2006.

### Importance et influence
Chrono Trigger est considéré aussi bien par les fans que la presse spécialisée comme l'un des meilleurs jeux vidéo de rôle japonais, et de tous les temps, de par le développement de ses personnages, les innovations de son gameplay comme son système de combat, ses graphismes et sa bande son,,. Au moment de sa sortie, les observateurs le classent parmi les chefs-d'œuvre, soulignant son gameplay atypique par certains aspects considérés comme innovants, notamment ses fins multiples,, ses quêtes secondaires scénarisées et centrées sur la caractérisation des personnages, son système de combat unique et ses graphismes détaillés. Dès lors, certains médias évoquent un jeu révolutionnaire,,. Selon Game Informer, l'attrait pour Chrono Trigger est lié à l'époque de sa sortie et son contexte. Les deux plus grosses licences de jeu vidéo de rôle japonais sont détenues par deux entreprises : Final Fantasy par Square et Dragon Quest par Enix. Pour le magazine, une partie de la magie du jeu vient de l'addition des meilleurs créateurs du genre, issus de chacune des entreprises. Takashi Tokita juge cet aspect comme la raison pour laquelle certains fans considèrent Chrono Trigger comme « sacré ». C'est d'autant plus significatif que les deux entreprises fusionnent par la suite pour former Square Enix. Selon IGN, la scène finale des adieux entre Ayla et Azala est l'une des plus mémorable du jeu vidéo. Eurogamer et Game Informer qualifient le simulacre de procès se déroulant au milieu du scénario d'instant mémorable,. Nintendo Power désigne la fin du jeu comme l'une des plus grandes fins dans l'histoire de Nintendo, grâce à sa douzaine de fins que les joueurs peuvent obtenir.
Chrono Trigger est le premier jeu à introduire le concept de la seconde quête dans les jeux vidéo de rôle. C'est le premier jeu vidéo de rôle à proposer autant de fins et de branches de scénarios possibles. C'est l'un des premiers à ne pas inclure le système de rencontre aléatoire. À cette époque, Chrono Trigger est aussi l'un des premiers jeux vidéo de rôle à intégrer les combats directement dans la carte du monde, plutôt que dans une fenêtre dédiée. Chrono Trigger est la première cartouche atteignant la taille de 32 mégabits chez Square, soit près de quatre fois la taille du jeu Final Fantasy IV.
Après Chrono Trigger, Square réutilise le concept de la nouvelle partie dans de nombreux titres, comme Parasite Eve, Chrono Cross, Vagrant Story ou Final Fantasy X-2. Kato devient ami du compositeur Yasunori Mitsuda durant le développement du jeu et les deux collaborent par la suite à de nombreux projets. Chrono Trigger influence de nombreux jeux vidéo. Tom Hall s'inspire de Chrono Trigger et d'autres jeux sur console pour créer Anachronox en 2001 ; il utilise la scène du feu de camp pour illustrer la profondeur dramatique des jeux vidéo de rôle japonais. En 2001, Yūji Horii réutilise le concept du voyage dans le temps pour Dragon Quest VII. En 2007, Hironobu Sakaguchi qualifie Blue Dragon, un jeu qu'il produit, d'« extension » de Chrono Trigger. Yoshinori Kitase révèle en 2011 qu'il a utilisé les mécanismes du voyage temporel de Chrono Trigger comme point de départ pour réaliser Final Fantasy XIII-2, mais en essayant de le traiter autrement. Le jeu vidéo de rôle Cosmic Star Heroine sorti en 2017 est inspiré entre autres de Chrono Trigger. I Am Setsuna, jeu vidéo de rôle sorti en 2016, comporte un système de combat également inspiré de Chrono Trigger.
Chrono Trigger fait partie des titres remarqués par leur absence sur la Super NES Mini. Cependant, des joueurs ont réussi à pirater cette réédition miniature de la console et y installer de nouveaux jeux, comme Chrono Trigger,.
Chris Avellone, créateur entre autres de Planescape: Torment qui possède un arc narratif particulier privilégiant le dialogue et qui permet d'éviter les combats, dévoile avoir été fortement inspiré dans ses créations par Chrono Trigger (et Final Fantasy VI). John Romero, le créateur du jeu de tir à la première personne Doom, cite Chrono Trigger comme étant son « jeu vidéo favori de tous les temps ».

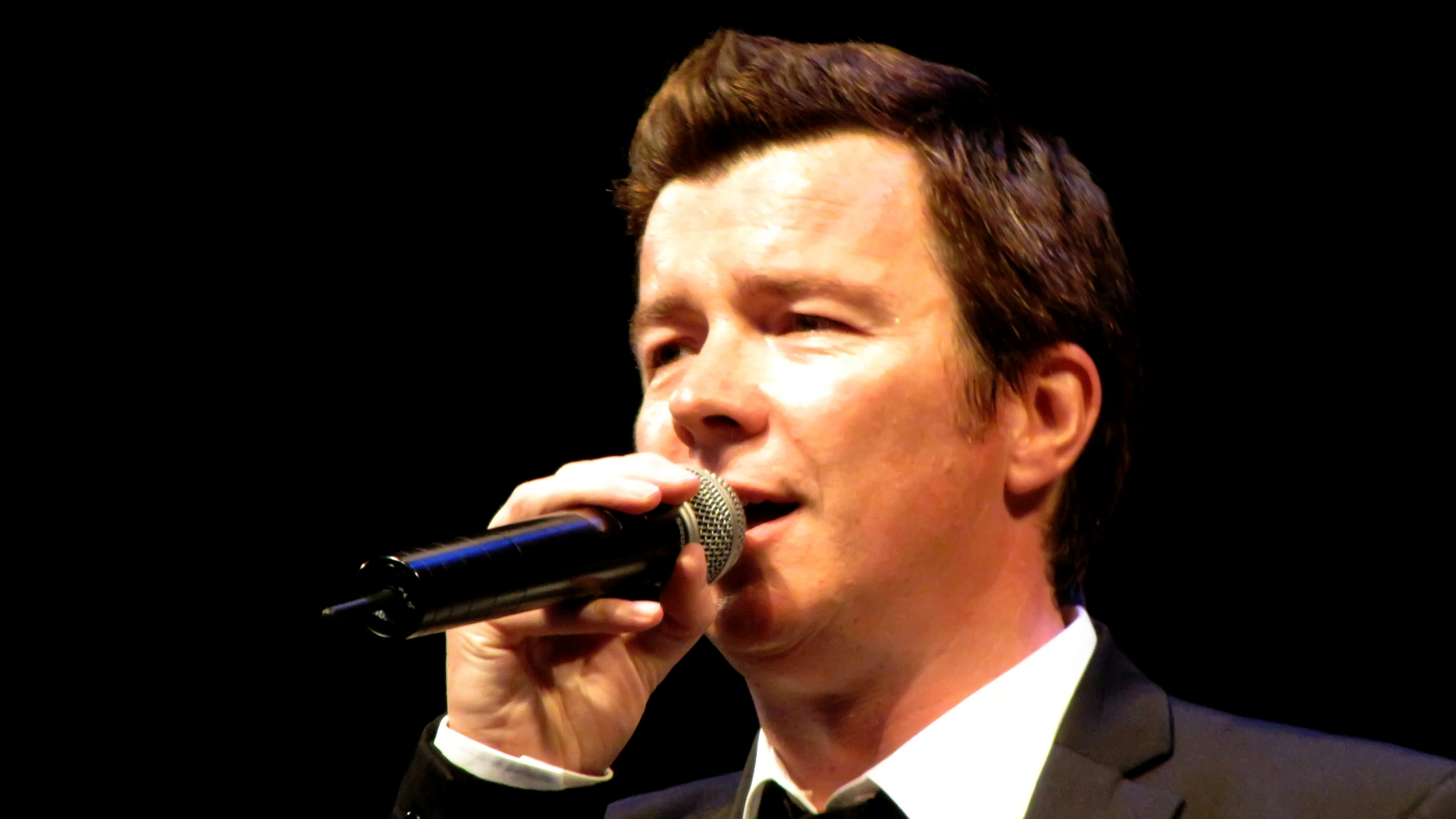
Yasunori Mitsuda est largement soupçonné de plagiat de Never Gonna Give You Up interprétée par Rick Astley, pour le thème de Robo (photo de Rick Astley).

Fin 2008 à l'apogée du Rickroll, des internautes remarquent que le thème de Robo suit le même rythme et les variations de la chanson Never Gonna Give You Up interprétée par Rick Astley, datant de 1987. Depuis, Mitsuda est largement soupçonné de plagiat pour ce titre. Il a pourtant depuis affirmé ne pas connaitre l'existence même de Rick Astley lorsqu'il a composé cette musique,,,.

### Série
Un jeu et deux applications sont diffusés en téléchargement de 1995 à 2000 sur le Satellaview, l'extension de la Super Nintendo seulement commercialisée au Japon. BS Chrono Trigger: Jet Bike Special est un portage du mini-jeu de course présent dans Chrono Trigger. BS Chrono Trigger: Character Library liste et décrit les différents personnages et monstres du jeu. Ce contenu est par la suite inclus dans le portage PlayStation de Chrono Trigger. BS Chrono Trigger: Music Library permet d'écouter l'ensemble des musiques du jeu. Un quatrième, Radical Dreamers: Nusumenai Hōseki, est un jeu vidéo du type visual novel publié en 1996. Ce jeu d'aventure textuelle avec très peu de visuels, est considéré comme une histoire annexe de Chrono Trigger. Masato Kato — qui a conscience de le faire pour un public réduit (les possesseurs de Satellaview) — le créé en seulement trois mois pour son plaisir avant tout. Il l'estime inachevé et s'oppose donc à son intégration en tant qu'easter egg dans le portage PlayStation japonais de Chrono Trigger,.
Square publie une suite intitulée Chrono Cross, sur PlayStation en 1999. Le système de jeu propose de nouvelles situations et de nouveaux personnages. Chrono Cross met en scène les thèmes des univers parallèles et de l'uchronie. Le scénario retrace l'histoire du protagoniste nommé Serge, un adolescent plongé dans une réalité alternative dans laquelle il est mort dix ans plus tôt. Aidé par un voleur nommé Kid, Serge cherche à découvrir la vérité qui se cache derrière sa mort apparente et obtenir la Frozen Flame, un artefact mythique. Considéré par Masato Kato comme une tentative de « recréer Radical Dreamers correctement », le jeu emprunte certains éléments de celui-ci, notamment les scénarios, des personnages, et ses particularités. Yasunori Mitsuda adapte également certaines musiques de Radical Dreamers et de Chrono Trigger pour les intégrer dans la bande-son du jeu. Radical Dreamers est alors retiré de l'histoire principale de la franchise, et est considéré comme une autre dimension. Chrono Cross sort au Japon et aux États-Unis et s'écoule à 1,5 million d'exemplaires. Le jeu est acclamé par les critiques et reçoit de très hautes notes,.
En 2001, Hironobu Sakaguchi dévoile que l'équipe de développement de Chrono Cross veut créer un nouvel épisode, mais aucune suite n'est prévue. Cette année-là, Square dépose les marques commerciales Chrono Brake au Japon et Chrono Break aux États-Unis. La marque, jamais utilisée, a fait l'objet d'innombrables rumeurs d'une éventuelle suite de Chrono Cross avant d'expirer en 2003,. Le réalisateur Takashi Tokita mentionne le titre de Chrono Trigger 2 dans une interview auprès d'un média japonais en juillet 2003. Aucun titre de la série n'est en développement au terme de l'année 2005. Yūji Horii exprime alors son désintérêt à retravailler sur la franchise Chrono. Lors d'une interview réalisée en février 2007, le vice-président de Square Enix, Hiromichi Tanaka, déclare que même si aucun jeu n'est prévu, une suite est encore possible si les développeurs de Chrono Cross peuvent être réunis. En 2010, Obsidian Entertainment par l'intermédiaire de son président Feargus Urquhart, dévoile être intéressé par la création d'une suite de Chrono Trigger (ils travaillent à l'époque avec Square Enix à la réalisation de Dungeon Siege III). En 2016, Tokita exprime à nouveau son intérêt de voir  apparaitre un nouveau jeu dans la série Chrono Trigger. Les fans partagent depuis longtemps cette même envie de retrouver une suite à cette franchise,,. À l'occasion de la sortie de Final Fantasy Dimensions II en 2017, Tokita a dévoilé qu'il a travaillé sur une suite de Chrono Cross appelée Chrono Break. Il a en outre précisé que le concept global imaginé à l'époque a été repris dans Final Fantasy Dimensions II.

### Adaptation

#### Produits dérivés
Un anime de seize minutes nommé Nuumamonja: Time and Space Adventures est publié par Production I.G, et dévoilé lors de la conférence V Jump Festival le 31 juillet 1996 au Japon,,.
Boss Fight Books publie en 2014 un livre réalisé par Michael P. Williams, qui étudie et fait des parallèles entre le monde réel et celui de Chrono Trigger. Le livre propose également des interviews des traducteurs en anglais, Ted Woolsey (pour la version originale) et Tom Slattery (pour la version DS),.
Des porte-clefs et des figurines miniatures à l'effigie de Chrono Trigger ont été commercialisés,.

#### Concerts orchestraux et remix

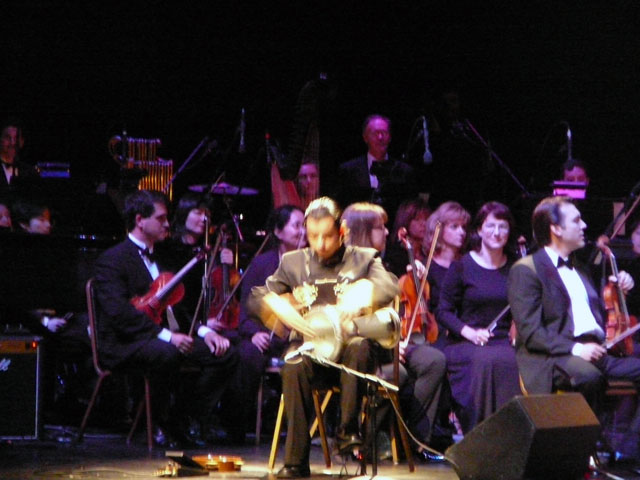
La série de concerts Video Games Live comporte également des musiques de Chrono Trigger.

En 1996 à Tokyo, des musiques du jeu sont jouées par l'orchestre symphonique de Tokyo lors d'un concert de la série Orchestral Game Music Concerts. En 2006, Mitsuda réorchestre une suite de musiques de Chrono Trigger, pour la tournée mondiale de concerts symphoniques de musiques de jeux vidéo Play! A Video Game Symphony, notamment le thème principal Frog's Theme et To Far Away Times. La suite est composée Reminiscence, Chrono Trigger, Chrono Cross~Time's Scar, Frog's Theme et To Far Away Times. Mitsuda est présent lors du premier concert mondial le 27 mai 2006 à Chicago aux États-Unis. Il apparait en tant qu'invité spécial lors du concert Eminence Symphony Orchestra en 2007. La série de concerts Video Games Live comporte également des musiques de Chrono Trigger. Un pot-pourri de musiques de Chrono Trigger fait partie d'une des quatre suites de musique des concerts Symphonic Fantasies se déroulant en septembre 2009. Ces concerts sont produits par les créateurs de la série Symphonic Game Music Concert et dirigés par Arnie Roth.
Par ailleurs, deux musiques du jeu ont été reprises par le rappeur Wiz Khalifa dans deux chansons intitulées Mystery Of the Forest et Never Been Part II.
La bande-son du jeu est énormément remixée par les fans. En 2001, Time & Space: A Tribute to Yasunori Mitsuda, un album hommage à Mitsuda est publié par OneUp Studio regroupant des remix réalisés par des fans, des jeux Chrono Trigger, Chrono Cross et Xenogears. En janvier 2006, OverClocked ReMix publie un remix de la bande-son intitulée Chrono Symphonic: A Cinematic Interpretation, qui a pour but originel de promouvoir une bande son orchestrale pour un script amateur rédigé à la création d'un hypothétique film adapté de Chrono Trigger. OverClocked ReMix publie un second album hommage en 2016 remixant la bande-son dans un style jazz. En 2013, deux cents artistes collaborent sur Chronicles of Time: A Chrono Trigger Arrangement Project, un album de soixante-quinze titres remixés rendant hommage au jeu. Les gains sont reversés à Médecins sans frontières,. En 2013, un « jeune rappeur et producteur » américain réalise Chrono Jigga, un mashup de la bande-son de Chrono Trigger avec les plus grands titres de Jay-Z. Chrono Trigger Symphony, un album symphonique hommage en trois volumes, est publié début 2106 par le Blake Robinson Synthetic Orchestra,. En 2016, K-Murdock publie l'album de hip-hop Hero Muzik Vol. II en hommage à la bande-son du jeu, regroupant des chansons de divers artistes, incluant des thèmes de Chrono Trigger.

#### Fangames
Deux projets de fans visant à recréer plus ou moins partiellement le jeu avec des moteurs 3D, Chrono Resurrection par Resurrection Games, et Chrono Trigger Remake Project par CTRP Team, sont respectivement arrêtés en 2004 et 2005 par Square Enix,,.
La ROM originale a largement été hackée par les fans. En Europe, Chrono Trigger n'a jamais été publié, ni traduit, jusqu'à la sortie de la version DS en 2009. Plusieurs versions localisées non officielles du jeu ont été réalisées notamment en français par le groupe d'amateur Terminus Traduction en 2000. Le collectif traduit à nouveau en 2016 le jeu à partir de la version originale japonaise, la version DS française étant basée sur la version anglophone ayant subi des censures. Un groupe de fans développe de 2004 à 2009, un jeu basé sur la ROM originale, appelé Chrono Trigger: Crimson Echoes. Square Enix met fin à ce projet non officiel alors qu'il n'est pas terminé (98 %). Cependant, une version finalisée et jouable fuite en 2011,.
En 2015, un fan recrée la fête du millénaire dans Unreal Engine 4. En 2008, un fan réécrit le jeu pour introduire une demande de mariage. Lors d'une partie, sa compagne se rend alors compte que ce n'est pas le jeu original.

### Citations du jeu et du guide de jeu
1. 1 2 3 4 5 6 7 8 9 10 11 12  Studio BentStuff 2009, Prologue, p. 581.
2. 1 2 3 4 5  Studio BentStuff 2009, Character Bios, p. 22-35.
3. 1 2 3 4 5 6 7 8 9 10 11 12  (en+ja) Square. Chrono Trigger (Super Nintendo). Square. 1995
4. ↑  Studio BentStuff 2009, Mail Interview, p. 585-583.
5. 1 2 3  Studio BentStuff 2009, p. 476–477.

### Autres sources
1. 1 2 3 4 5 6 7 8 9 10 11 12 13 14 15 16 17 18 19 20 21 22 23 24 25 26 27  (en) « Chroco Trigger », Nintendo Power, no 74,‎ juillet 1995, p. 52, 57.
2. 1 2 3 4 5 6 7  (en) « Chroco Trigger », Nintendo Power, no 75,‎ août 1995, p. 52-63.
3. 1 2 3 4  (en) « Chroco Trigger », Nintendo Power, no 76,‎ septembre 1995, p. 52-61.
4. 1 2 3 4 5  (en) « Classic Game: Chrono Trigger », Retro Gamer, no 76,‎ 2010, p. 54-55
5. 1 2 3 4 5  (en) « Chrono Trigger », EGM², no 7,‎ janvier 1995, p. 86-88.
6. 1 2 3 4 5  (en) Simon Parkin, « Chrono Trigger », sur Eurogamer, 28 novembre 2008.
7. 1 2 3 4 5 6 7 8 9 10 11 12  « Chrono Trigger », Nintendo Magazine, no 75,‎ février 2009, p. 50-53.
8. 1 2 3 4 5 6 7 8 9 10 11 12  Romendil, « Test Chrono Trigger sur DS », sur Jeuxvideo.com, 6 février 2009.
9. 1 2 3 4 5 6 7 8 9 10 11 12 13 14 15 16  (en) IGN staff, « A Look Back at Chrono Trigger, Part 2 », sur IGN, 11 août 2000.
10. 1 2 3 4 5 6 7 8 9 10 11 12  « Chrono Trigger », Consoles +, no 47,‎ octobre 1995, p. 114-115.
11. 1 2 3  (ja) « 『クロノ・トリガー』20周年。今なお新作が望まれる傑作RPGのストーリーを振り返る【周年連載】 », sur Dengeki Online,‎ 1er juin 2015.
12. 1 2 3 4  La Rédaction, « Oldies : Chrono Trigger », sur Jeuxvideo.com, 28 juillet 2004.
13. 1 2 3 4 5 6 7  (ja) [Cassette VHS] « V-Jump Festival 1994 », V Jump, 1994, Japon
14. 1 2 3 4 5 6 7  « Dragon Trigger ou Chrono Quest », Consoles +, no 41,‎ mars 1995, p. 38-39.
15. 1 2 3 4  (en) Kyle Hilliard, « Why We Love Chrono Trigger After 20 Years », sur Game Informer, 22 août 2015.
16. 1 2  (en) Ethan Gach, « The Moms In Chrono Trigger Had It Rough », sur Kotaku, 20.
17. 1 2  « Chrono Trigger », Consoles +, no 42,‎ avril 1995, p. 64.
18. 1 2 3 4 5 6  (en) Lark Anderson, « Chrono Trigger Review », sur GameSpot, 21 novembre 2008.
19. 1 2 3 4 5 6 7 8 9 10 11 12 13 14 15 16  Nicolas Verlet, « Test - Chrono Trigger, chef-d'oeuvre intemporel », sur Gamekult, 2 février 2009.
20. 1 2 3 4 5 6 7 8 9 10 11 12 13  (en) « Chroco Trigger: A New Standard for RPGs », Nintendo Power, no 73,‎ juin 1995, p. 37.
21. 1 2 3 4 5 6 7  (en) « Chrono Trigger », Super Play, no 37,‎ novembre 1995, p. 42-45.
22. 1 2 3  (en) « Prescreen: Chrono Trigger », Edge, no 19,‎ avril 1995, p. 41.
23. 1 2 3 4  Damien, « Test de Chrono Trigger », sur Jeuxvideo.fr, 11 février 2009.
24. 1 2 3  (en) « A Magical Adventure Through Time », Game Informer,‎ août 1995 (lire en ligne).
25. 1 2  « 12ème : Chrono Trigger / 1995 - Dossier : Top 100 des meilleurs jeux de tous les temps », sur Jeuxvideo.com, 2017.
26. ↑  (en) David Snoddy, « Review: Chrono Trigger (DS) », sur NintendoLife, 18 mars 2009.
27. 1 2 3  « Over the World: Chrono Trigger », Player One, no 52,‎ avril 1995, p. 48-49.
28. 1 2 3 4  (en) « A Look Back at Chrono Trigger, Part 1 », sur IGN, 11 août 2000.
29. 1 2 3 4 5 6  (en) Victoria Earl, « Chrono Trigger's Design Secrets », sur Gamasutra, 26 juin 2012, p. 1-3.
30. 1 2 3  (en) « Chrono Trigger DS AU Review », sur IGN, 3 février 2009.
31. 1 2 3 4 5 6  (en) « Chrono Trigger », Super Play, no 32,‎ mai 1995, p. 28-33.
32. 1 2 3  (en) Jeremy Parish, « Comfort Food Games: Chrono Trigger », sur USGamer, 13 septembre 2014.
33. 1 2 3 4  (en) Lucas M. Thomas, « Chrono Trigger Review », sur IGN, 25 mai 2011.
34. ↑  (en) Mark Bozon, « Chrono Trigger DS Hands-on », sur IGN, 23 octobre 2008.
35. ↑  (en) Geoff Higgins, « Chrono Trigger », VideoGames, no 80,‎ septembre 1995, p. 95-97.
36. 1 2 3 4 5  (en) « Chrono Trigger », Game Players, no 56,‎ septembre 1995, p. 40-41.
37. 1 2  (en) « Chroco Trigger », Nintendo Power, no 77,‎ octobre 1995, p. 62-63.
38. 1 2 3  (en) Sophia Tong, « Chrono Trigger Updated Hands-On », sur GameSpot, 27 octobre 2008.
39. ↑  (en) « Chroco Trigger », Nintendo Power, no 78,‎ novembre 1995, p. 66-69.
40. 1 2 3 4 5 6  (en) Kurt Kalata, « A Japanese RPG Primer: The Essential 20 », sur Gamasutra, 19 mars 2008.
41. 1 2 3 4 5 6 7  (en) Mark Bozon, « Chrono Trigger DS Review », sur IGN, 20 novembre 2008.
42. 1 2  (en) Ryan Taljonick, « The 100 best Easter Eggs of all time », sur GamesRadar+, 18 avril 2014.
43. ↑  (en) Ryan Taljonick, « Why Chrono Trigger is one of the greatest games ever made », sur GamesRadar+, 3 janvier 2013.
44. 1 2 3  (ja) 聖剣伝説 音楽大全集 [« Seiken Densetsu Music Complete Book »] (réf. SQEX-10249-68), Square Enix,‎ 14 septembre 2011.
45. 1 2 3 4 5 6 7 8 9 10 11 12 13 14 15 16 17 18 19 20 21 22  (ja) « Creator's Talk », Gamest,‎ mars 1995, p. 211–215.
46. 1 2 3 4 5 6 7 8 9 10 11 12 13 14 15 16 17  (en) « Chrono Trigger: 1994/1995 Developer Interviews », sur Shmuplations, 1994.
47. 1 2 3 4 5 6 7 8 9 10 11 12 13 14  (ja) Chrono Trigger: The Perfect, Shueisha, 1995, p. 290.
48. 1 2  (ja) [Cassette VHS] « V-Jump - Chrono Trigger », V Jump, 1995, Japon
49. 1 2 3 4 5  Raphaël Lucas, L'histoire du RPG : Passés, présents et futurs, Éditions Pix'n Love, 2014, 326 p. (ISBN 9782918272922), p. 215-216
50. ↑  (sv) Frederik Schaulfelberger, « Sanningen om Mana », Level, no 6,‎ septembre 2006, p. 114–121.
51. ↑  (ja) Chrono Trigger V-Jump Player's Guide, V Jump, 1995, p. 189.
52. ↑  (en) Play staff, « Yuji Horii interview », sur Play online, 26 mars 2006 (version du 25 mars 2006 sur Internet Archive).
53. 1 2 3 4  (en) « Masato Kato Interview », sur site officiel de Yasunori Mitsuda, Novembre 1999 (version du 24 juillet 2011 sur Internet Archive).
54. 1 2  (ja) « Chrono Cross », Weekly Famitsu,‎ 1999.
55. ↑  (en) « Q&A - Octobre 2003 (interview) », sur Procyon Studio, octobre 2003.
56. ↑  (en) Ted Woolsey, Bob Rork, « Interview with Ted Woolsey », sur Chrono Compendium.
57. ↑  (en) Ted Woolsey, « Interview with Ted Woolsey », sur Player One Podcast, 16 février 2007.
58. 1 2  (en) David Houghton, « The 12 essential video game soundtracks now available on iTunes that you cannot afford to be without », sur GamesRadar+, 9 février 2012.
59. 1 2  Gollum, « Zique Pad: Chrono Trigger », Joypad, no 115,‎ janvier 2001, p. 77.
60. 1 2 3  (en) Chris Kohler, Power-Up: How Japanese Video Games Gave the World an Extra Life, DK Publishing, 2004 (ISBN 0-7440-0424-1).
61. 1 2  (en) Sam Kennedy, « Radical Dreamer: Yasunori Mitsuda Interview », sur 1UP.com, 28 janvier 2008 (version du 28 mars 2016 sur Internet Archive).
62. 1 2 3 4  (en) Jayson Napolitano, « Yasunori Mitsuda Talks Chrono Trigger », sur Original Sound Version, 24 novembre 2008.
63. 1 2 3 4 5  (en) Kevin Gifford, « Yasunori Mitsuda On Chrono Trigger DS: Finally! », sur 1UP.com, 9 juillet 2008 (version du 29 juin 2011 sur Internet Archive).
64. 1 2 3  (ja) « Liner Notes: Yasunori Mitsuda » (réf. SQEX-10167/70), Chrono Trigger Original Soundtrack, Square Enix,‎ 29 juillet 2009.
65. ↑  « Chrono Trigger Original Soundtrack », GamePlay RPG, no 2,‎ août-septembre 2000, p. 82.
66. ↑  (en) James Gay, « Yasunori Mitsuda Interview », sur Palgn, 13 octobre 2006 (version du 3 février 2014 sur Internet Archive).
67. 1 2  (en) « Chrono Trigger DS (Mitsuda interview) », Site officiel Chrono Trigger DS - Square Enix,‎ décembre 2008.
68. ↑  (en) « Chrono Trigger Official Soundtrack: Music from Final Fantasy Chronicles », sur RPGFan.
69. ↑  RaHaN, « Chrono Trigger : la bande originale rééditée », sur Gameblog, 16 juin 2009.
70. ↑  (en) « Chrono Trigger Fan Club », sur Square Enix, 2008 (version du 19 février 2009 sur Internet Archive).
71. ↑  (en) Steve Hannley, « Chrono Trigger & Chrono Cross Arrangement Album Vinyl Available to Pre-Order », sur Hardcore Gamer, 20 février 2016.
72. ↑  ChewbieFR, « Chrono Trigger : la bande son bientôt revitalisée au Japon », sur Jeuxvideo.com, 23 avril 2019.
73. ↑  (en) Tim Latshaw, « Chrono Trigger Turns 20, but is Ultimately Timeless », sur Nintendo Life, 11 mars 2015.
74. ↑  (en) « Chrono Trigger », sur Nintendo of America (version du 19 octobre 2007 sur Internet Archive).
75. 1 2  (en) Dave Hinkle, « Chrono Trigger goodies, just in time to appeal to your sense of nostalgia », sur Engadget, 14 juillet 2008.
76. 1 2 3 4 5 6  (en) Brad Shoemaker, « Final Fantasy Chronicles Review », sur GameSpot, 6 juillet 2001.
77. ↑  (ja) « クロノ・トリガー (PSOne Books） », sur Dengeki Online.
78. ↑  (ja) « クロノ・トリガー(アルティメット ヒッツ) », sur Dengeki Online.
79. ↑  (en) « Final Fantasy Chronicles », sur IGN.
80. ↑  Nicolas Verlet, « Chrono Trigger dans les Archives », sur Gamekult, 26 septembre 2011.
81. ↑  Rédaction, « Chrono Trigger sur le PSN US », sur Jeuxvideo.com, 30 septembre 2011.
82. ↑  (en) Allegra Frank, « PlayStation essentials are on major sale this week », sur Polygon, 12 janvier 2016.
83. ↑  (ja) « クロノ・トリガー | ソフトウェアカタログ | プレイステーション® オフィシャルサイト », sur PlayStation.com.
84. ↑  (en) Sophia Tong, « E3 2008: Chrono Trigger DS Hands-On », sur GameSpot, 16 juillet 2008.
85. ↑  (en) Justin Cheng, « The Big 15: Chrono Trigger », Nintendo Power, vol. 233,‎ octobre 2008, p. 62.
86. 1 2  Lionel Vitner, « Chrono Trigger », Jeux vidéo Magazine, no 99,‎ février 2008, p. 102-103.
87. 1 2 3 4 5  (en) Julien Chièze, « TEST. Chrono Trigger (DS) », sur Gameblog, 24 février 2009.
88. ↑  (ja) « ニンテンドーDS版の追加要素が判明 『クロノ･トリガー』 », sur Famitsu,‎ 7 octobre 2008.
89. 1 2 3 4 5 6 7 8 9  « Chrono Trigger », Consoles +, no 202,‎ février 2008, p. 54-56.
90. ↑  (en) Michael O'Connor, « Chrono Trigger DS receives Monster Battling addition », sur The Gaming Vault, 21 septembre 2008 (version du 24 septembre 2008 sur Internet Archive).
91. 1 2 3 4 5 6 7 8 9  « Chrono Trigger », Joypad, no 193,‎ février 2008, p. 92.
92. ↑  Matthieu Hurel, « Chrono Trigger le 6 février en Europe », sur Gamekult, 11 décembre 2008.
93. ↑  Matthieu Hurel, « Chrono Trigger DS daté aux USA », sur Gamekult, 19 août 2008.
94. ↑  (en) Colin Moriarty, « Chrono Trigger and Mega Man X Coming to the Wii in Japan », sur IGN, 25 mars 2011.
95. 1 2  Matthieu Hurel, « CV : Chrono Trigger dispo en Europe », sur Gamekult, 20 mai 2011.
96. ↑  (ja) « スクエニ、iモード「クロノ・トリガー」時をめぐる壮大な物語が展開する名作RPG », sur Game Watch.
97. ↑  (en) « Here's What Chrono Trigger Looks Like On A Cell Phone », sur Siliconera, 25 avril 2011.
98. ↑  (en) Justin Davis, « Chrono Trigger iOS Available Now », sur IGN, 8 décembre 2011.
99. 1 2 3 4 5  (en) Steve Haske, « Chrono Trigger Review », sur Mac, 9 janvier 2012 (version du 11 janvier 2012 sur Internet Archive).
100. ↑  (en) Sinan Kubba, « Chrono Trigger now available on Android, unavailable on nothing », sur Engadget, 29 octobre 2012.
101. ↑  (ja) « 「クロノ・トリガー」，Android版とEZweb版が本日より配信 », sur 4Gamer.net,‎ 22 décembre 2012.
102. ↑  (en) Brian Barnett, « Chrono Trigger Released on Steam », sur IGN, 27 février 2018.
103. ↑  « Bande-annonce Chrono Trigger s'offre une sortie surprise sur PC », sur Jeuxvideo.com, 27 février 2018.
104. ↑  Nicolas Verlet, « Le chef-d'oeuvre Chrono Trigger débarque sur Steam à l'improviste », sur Gamekult, 27 février 2018.
105. ↑  (en) Chris Pereira, « Chrono Trigger Surprise Launches On Steam », sur GameSpot, 27 février 2018.
106. ↑  MalloDelic, « Chrono Trigger : Le premier patch du portage PC est disponible », sur Jeuxvideo.com, 10 avril 2018.
107. ↑  MalloDelic, « Chrono Trigger : Le portage PC reçoit un nouveau patch », sur Jeuxvideo.com, 16 mai 2018.
108. ↑  MalloDelic, « Chrono Trigger : Une troisième mise à jour pour le portage PC », sur Jeuxvideo.com, 6 juin 2018.
109. ↑  Clementoss, « Chrono Trigger : le portage PC accueille son quatrième patch », sur Jeuxvideo.com, 28 juin 2018.
110. ↑  ChewbieFR, « Chrono Trigger : un cinquième et dernier correctif sur PC », sur Jeuxvideo.com, 4 août 2018.
111. ↑  David Taborda, « Test : Chrono Trigger », CD Consoles, no 5,‎ mars 1995, p. 114-117 (ISSN 1259-3869).
112. 1 2 3  (en) « Chrono Trigger », Edge, no 26,‎ septembre 1995, p. 71 (lire en ligne).
113. 1 2 3 4  (en) « Chrono Trigger review », Electronic Gaming Monthly, no 73,‎ août 1995, p. 34.
114. ↑  (ja) « おオススメ!! ソフト カタログ!!: クロノ・トリガー », Weekly Famicom Tsūshin, no 335,‎ 12–19 mai 1995, p. 114.
115. 1 2 3 4 5 6 7  (en) Larry Scary, « Chrono Trigger », GamePro, no 74,‎ septembre 1995, p. 78-80.
116. ↑  TSR, « Test : Chrono Trigger », Joypad Supplément International, no 41,‎ avril 1995, p. 26-28 (ISSN 1163-586X).
117. ↑  (en) « Chroco Trigger », Nintendo Power, no 75,‎ août 1995, p. 103, 107.
118. ↑  Nyharlathotep, « Test : Chrono Trigger », Super Power, no 32,‎ mai 1995, p. 84-85 (ISSN 1244-7862).
119. ↑  (en) « Chrono Trigger for Super Nintendo », sur GameRankings.
120. 1 2  (en) Sam Kennedy, « Chrono Trigger », Official U.S. PlayStation Magazine, no 47,‎ août 2001, p. 107.
121. 1 2  (en) IGN Staff, « Final Fantasy Chronicles », sur IGN, 18 juillet 2001.
122. ↑  « Final Fantasy Chronicles », Consoles +, no 118,‎ novembre 2001, p. 140-141.
123. ↑  (en) Chris Scullion, « Chrono Trigger review », sur Official Nintendo Magazine, 4 février 2009 (version du 8 octobre 2014 sur Internet Archive), p. 1-2.
124. ↑  Hung Nguyen, « Test Chrono Trigger », sur JeuxActu, 10 février 2009.
125. 1 2  (en) « Chrono Trigger », sur Metacritic.
126. ↑  (en) « Chrono Trigger for DS », sur GameRankings.
127. ↑  « Chrono Trigger », Consoles +, no 201,‎ janvier 2008, p. 101.
128. 1 2 3  (en) Mike Jackson, « Chrono Trigger Virtual Console review », sur Official Nintendo Magazine, 20 mai 2011 (version du 30 septembre 2011 sur Internet Archive).
129. 1 2 3  (en) « Retro Roundup: Chrono Trigger », Retro Gamer, no 93,‎ 2011.
130. 1 2 3  (en) Corbie Dillard, « Review: Chrono Trigger (Virtual Console / Super Nintendo) », sur NintendoLife, 18 mai 2011.
131. 1 2  « Chrono Trigger », Jeux vidéo Magazine, no 135,‎ février 2012, p. 115.
132. 1 2  (en) Damien  McFerran, « Chrono Trigger Review », sur Pocket Gamer, 12 décembre 2011.
133. 1 2  (en) Square Enix, « Square Enix IR Roadshow Document », sur Square-Enix.com, 9 février 2004.
134. ↑  (en) « Sales chart (source Dengeki PlayStation) », Official UK PlayStation Magazine, no 54,‎ janvier 2000.
135. ↑  (ja) « 販売本数ランキング », sur Game Ranking.
136. ↑  (en) Alex Wollenschlaeger, « Final Fantasy Chronicles Tops Sales Charts Six Weeks in a Row », sur RPGamer, 3e trimestre 2001.
137. ↑  (en) Square Enix, « Results Briefing Session 2009 », sur Square-Enix.com, 25 mai 2009.
138. ↑  (en) « Japanese 2008 Market Report », sur MCV UK, Janvier 2009 (version du 22 janvier 2009 sur Internet Archive).
139. ↑  DocSavage, « Chrono Trigger atteint les 5 millions d'exemplaires écoulés », sur Gamekult, 24 mars 2025 (consulté le 29 mars 2025).
140. ↑  (en) « IGN's Top 100 Games 2003 », sur IGN, 2003.
141. 1 2  (en) « IGN's Top 100 Games 2005 », sur IGN, 2005.
142. ↑  (en) « IGN's Top 100 Games 2006 », sur IGN, 2006.
143. ↑  (en) « IGN's Top 100 Games 2007 », sur IGN, 2007.
144. ↑  (en) « IGN's Top 100 Games 2008 », sur IGN, 2008.
145. ↑  Rédaction, « 64ème - Chrono Trigger / SNES-PS1-DS (1995) - Dossier : Les 100 meilleurs jeux de tous les temps », sur Jeuxvideo.com.
146. ↑  (en) « 101 Games You Must Play », Hyper, no 260,‎ octobre 2015, p. 12.
147. ↑  (en) GamesRadar+ Staff, « The 100 best games ever », sur GamesRadar+, 25 février 2015.
148. 1 2  (en) Gamespot Staff, « The Greatest Games of All Time: Chrono Trigger », sur GameSpot, 17 avril 2006.
149. ↑  (en) Brian Ashcraft, « Dengeki Readers Say Fav 2007 Game, Fav of All Time », sur Kotaku, 6 mars 2008 (version du 7 août 2009 sur Internet Archive).
150. ↑  (en) Jeff Cork, « Game Informer's Top 100 Games of All Time (Circa Issue 100) », sur Game Informer, 16 novembre 2009.
151. ↑  (en) « Best of the Best », Nintendo Power, vol. 231,‎ août 2008, p. 73.
152. ↑  (en) GamesRadar+ Staff, « The best SNES games of all time », sur GamesRadar+, 19 avril 2017.
153. ↑  Julien Inverno, « Super Nintendo : 20 ans, 20 jeux ! », sur Gameblog, 9 avril 2012.
154. ↑  (en) « IGN DS: Best RPG 2008 », sur IGN, 15 décembre 2008 (version du 19 décembre 2008 sur Internet Archive).
155. ↑  (en) « Editor's Choice Awards 1995 », GamePro, no 89,‎ février 1996, p. 26.
156. ↑  (en) « Best JRPGs », GamesRadar+, 19 juillet 2012.
157. ↑  Rédaction, « Chronique vidéo Top 10 des meilleurs jeux de la Super Nintendo », sur Jeuxvideo.com, 12 décembre 2018.
158. ↑  (en) « Dear Father Christmas... The Best of 1995! », Super Play, no 39,‎ janvier 1996, p. 12.
159. ↑  (en) « Electronic Gaming Monthly's Buyer's Guide », Electronic Gaming Monthly,‎ 1996.
160. ↑  (en) Erik Kain, « The Top 12 Video Game Soundtracks Of All Time », sur Forbes, 8 septembre 2012.
161. ↑  (en) Brian Crecente, « Super Mario Kart: Most Influential Video Game in History », sur Kotaku, 26 février 2009.
162. ↑  (en) Bob Mackey, « What Are the Best New Game Plusses? », sur USgamer, 2 avril 2015.
163. ↑  (en) « E3 2008 > Best of E3 : les finalistes ! », sur Gameblog, 30 juillet 2008.
164. 1 2  (en) Christopher Grant, « The 9 games we wish were coming to SNES Classic Edition », sur Polygon, 26 juin 2017.
165. ↑  « Persona 5 élu meilleur RPG de tous les temps par les lecteurs de Famitsu », sur Jeuxvideo.com.
166. ↑  (en) Colin Campbell, « Japan Votes on All Time Top 100 », sur Next Generation, 3 mars 2006 (version du 20 avril 2006 sur Internet Archive).
167. ↑  (en) Brett Elston, « Game music of the day: Chrono Trigger », sur GamesRadar+, 9 juillet 2010.
168. 1 2  Marcus, Nos Jeux vidéo 90-2000 : De la raquette de Pong au racket dans GTA, l'irrésistible ascension des jeux vidéo, 2014, 142 p. (ISBN 978-2-258-11049-6, présentation en ligne), « La PlayStation, le retour du jeu cool ! », p. 17.
169. 1 2 3  (en) Joe Juba, « Chrono Trigger Director Would “Love To See” New Version », sur Game Informer, 1er juin 2016.
170. ↑  (en) « Nintendo Power 250th issue! », Nintendo Power, no 250,‎ janvier 2010, p. 46.
171. ↑  (en) Matthew Reynolds, « Feature: Top Ten Games Unreleased in the UK », sur Digital Spy, 1er février 2009.
172. 1 2 3 4  (en) Andrew Vestal, « Chrono Cross Review », sur GameSpot, 6 janvier 2000.
173. ↑  (en) Peter Bartholow, « Vagrant Story Review », sur GameSpot, 15 février 2000.
174. ↑  Anagund, « Test Final Fantasy XII : The Zodiac Age - Un remaster largement à la hauteur ! sur PS4 », sur Jeuxvideo.com, 17 juillet 2017.
175. ↑  (en) « Anachronox - The third leg in Ion Storm's triad may turned out to be its most underrated », Next Generation, vol. 1, no 53,‎ mai 1999, p. 36–37.
176. ↑  (en) « Blue Dragon », Electronic Gaming Monthly, no 216,‎ juin 2007, p. 53.
177. ↑  (en) « Final Fantasy XIII-2: remaking FF7, Kinect RPGs and killing the "girly" feel », sur Official Xbox Magazine, Novembre 2011 (version du 2 janvier 2012 sur Internet Archive).
178. ↑  (en) Allistair Pinsof, « An interview with the men behind Final Fantasy », sur destructoid, 23 novembre 2011.
179. ↑  (en) Jason Schreier, « Cosmic Star Heroine Is Like A Cross Between Phantasy Star And Chrono Trigger », sur Kotaku, 14 avril 2017.
180. ↑  (en) Peter Brown, « I Am Setsuna Review », sur GameSpot, 18 juillet 2016.
181. ↑  « Super NES Mini: le piratage, talon d'Achille et potion magique du jeu vidéo », sur L'Expansion, 15 octobre 2017.
182. ↑  (en) Jess Morrissette, « John Romero Interview: Past, Present, Future... », sur Verbosity NeoGenesis.
183. ↑  Julien Chièze, « Chrono Trigger : le plagiat qui fait mal ! », sur Gameblog.
184. ↑  (en) Jim Reilly, « Chrono Trigger Composer Never Heard of Rick Astley, Robo's Theme Completely Original », sur Kotaku, 5 décembre 2008.
185. ↑  (en) kombo, « Chrono Trigger Composer Gets Rick Rolled, Surprised by Similarity », sur GameZone, 5 décembre 2008.
186. ↑  (en) Chris Antista, « Soundtracks you didn't know were stolen », sur GamesRadar+, 14 mai 2009.
187. ↑  (en) Danny Bivens, « Satellaview - Feature », sur Nintendo World Report, 27 octobre 2011.
188. ↑  (en) « BS Chrono Trigger Character Library », sur GameSpot.
189. ↑  (en) « BS Chrono Trigger Music Library », sur GameSpot.
190. 1 2  (en) Chris Kohler, « Own the Long-Lost Chrono Sequel », sur Wired, 15 octobre 2008.
191. ↑  (en) « Minority Report Super Nintendo Satellaview », Retro Gamer, no 173,‎ 2017, p. 68-71
192. ↑  (ja) Square. Chrono Cross (PlayStation). Square. 1999.
193. ↑  (en) David Zdyrko, « Chrono Cross », sur IGN, 15 août 2000.
194. ↑  (en) Andrew Vestal, « Chrono Cross Review », sur GameSpot, 6 janvier 2000.
195. ↑  (en) Shahed Ahmed, « New Chrono game in planning stages », sur GameSpot, 17 mai 2006.
196. ↑  (en) John_Learned, « Fan-made Chrono Trigger video reminds us we want a proper sequel – here’s five things we'd like to see », sur GamesRadar+, 28 août 2010.
197. ↑  (en) Kombo, « Chrono Trigger DS: A Sign that Square Enix is Getting Too Lazy? », sur GameZone, 8 juillet 2008.
198. ↑  (ja) « 【ゲームな人々】第11回 長きに渡って活躍する凄腕プロデューサー　時田貴司氏(後編) », sur Goo ゲーム, 16 juillet 2003 (version du 7 mars 2006 sur Internet Archive).
199. ↑  (en) « Dragon Quest vs. America », sur 1UP.com, 2 décembre 2005 (version du 27 mai 2006 sur Internet Archive).
200. ↑  (en) « Top Ten Sequels in Demand », Game Informer, no 178,‎ février 2008, p. 24–25.
201. ↑  (en) Julien Inverno, « Obsidian (Alpha Protocol) veut faire un nouveau Chrono Trigger », sur Gameblog, 7 juillet 2010.
202. ↑  (en) Jeremy Parish, « Retro Issue: Missing in Action », Electronic Gaming Monthly, no 229,‎ juin 2008, p. 95.
203. ↑  (en) « Famitsu Readers Vote Their Most Wanted Sequels », sur Famitsu (PS3 Hyper), Mai 2009 (version du 4 mai 2009 sur Internet Archive).
204. ↑  « Chrono Trigger : Les éléments d'une suite dispersés dans Final Fantasy Dimensions II », sur Jeuxvideo.com, 22 décembre 2017.
205. ↑  (ja) Production I.G staff, « 時空冒険ぬうまもんじゃ～ », sur Production I.G (version du 27 septembre 2007 sur Internet Archive).
206. ↑  (en) Production I.G staff, « Dimensional Adventure Numa Monjar », sur Production I.G.
207. ↑  (ja) [Cassette VHS] « V-Jump Festival 1996 », V Jump, 1996, Japon
208. ↑  (en) Luke Plunkett, « What Happens When You Study An RPG World Like It Was Real », sur Kotaku, 20.
209. ↑  Boss Fight Books et Michael Patrick Williams 2014.
210. ↑  (en) Mike Fahey, « Chrono Trigger Figures From Six Months In The Future », sur Kotaku, 8 avril 2010.
211. ↑  (en) Brandon Driker, « Play! A Video Game Symphony », sur N-Sider, 30 mai 2006.
212. ↑  (en) Cam Shea, « Australia's Eminence Symphony Orchestra Hits the World Stage », sur IGN, 27 juin 2007.
213. ↑  (en) David Hsu, « Video Games Live Pulls the Trigger: Chrono Medley Added to Repertoire », sur Original Sound Version, 8 avril 2009.
214. ↑  « Revivez le Symphonic Fantasies », sur Gameblog.
215. ↑  (en) Brian Ashcraft, « Weed + Rap + Chrono Trigger », sur Kotaku, 22 avril 2010.
216. ↑  (en) « Time & Space: A Tribute to Yasunori Mitsuda », sur RPGFan.
217. ↑  (en) « Square Enix Music Online :: Chrono Symphonic: A Cinematic Interpretation », sur Square Enix Music Online.
218. ↑  (en) Bob Mackey, « OverClocked ReMix Releases Chronology: A Jazz Tribute to Chrono Trigger », sur USGamer, 23 août 2016.
219. ↑  (en) Owen S. Good, « Huge Chrono Trigger soundtrack tribute available now », sur Polygon, 14 mars 2016.
220. ↑  (en) Jeffrey Matulef, « Chrono Trigger fans release five-disc tribute album for charity », sur Eurogamer, 16 mars 2016.
221. ↑  Gautoz, « Chrono Trigger + Jay-Z : l'album du mashup s'appelle "Chrono Jigga" », sur Gameblog, 14 mars 2013.
222. ↑  (en) Martin Watts, « Review: Chrono Trigger Symphony: Volume 1 by The Blake Robinson Synthetic Orchestra », sur NintendoLife, 3 septembre 2013.
223. ↑  (en) Chuck Osborn, « Chrono Trigger Gets Orchestral », sur IGN, 29 janvier 2014.
224. ↑  (en) Joel Couture, « Hip Hop Album Explores The Music Of Chrono Trigger », sur Siliconera, 17 décembre 2016.
225. ↑  (en) Jess Ragan, « Singing the Brews: The History & Philosophy of Homebrew Game Development », sur 1UP.com, 20 mars 2006 (version du 27 septembre 2007 sur Internet Archive).
226. ↑  (de) « Seite 10: Zehn Klassiker in der Definitive Edition - Top 10 der Fan-Remakes », sur GameStar, 30 décembre 2014.
227. ↑  (en) Liam Martin, « Chrono Trigger (DS) », sur Digital Spy, 27 février 2009.
228. ↑  Guillaume Verdin, « Une nouvelle traduction en français pour Chrono Trigger », sur MO5.com, 26 avril 2016.
229. ↑  (en) « The 15 Greatest Games Never Made », Hyper, no 260,‎ octobre 2015, p. 68.
230. ↑  (en) Mike Schramm, « Fan-made Chrono Trigger sequel finds release », sur Engadget, 18 janvier 2011.
231. ↑  « Chrono Trigger : Un petit aperçu en vidéo sous l'Unreal Engine 4 », sur Gameblog, 29 novembre 2015.
232. ↑  Julien Chièze, « Chrono Trigger : la demande en mariage », sur Gameblog, 16 novembre 2008.